# Умань
У́мань — місто в Україні, адміністративний центр Уманського району та однойменної міської громади у Черкаській області. Розташоване на Придніпровській височині на обох берегах річки Уманка (притока Ятрані) за 186 км на південний захід від міста Черкаси. Через місто проходять автошляхи М05 та М30. Історично знаходиться на межі Поділля та Наддніпрянської України. Важливий осередок Східного Поділля. Населення становить 81 525 осіб (станом на 1 січня 2022 р.).

## Назва
- Частина дослідників вважає, що місто отримало назву від річки Уми, про яку згадується ще в 1494 році в літописі з монастиря Супраль (Польща).

Назва міста є похідною від назви річки Уманка.

## Символіка

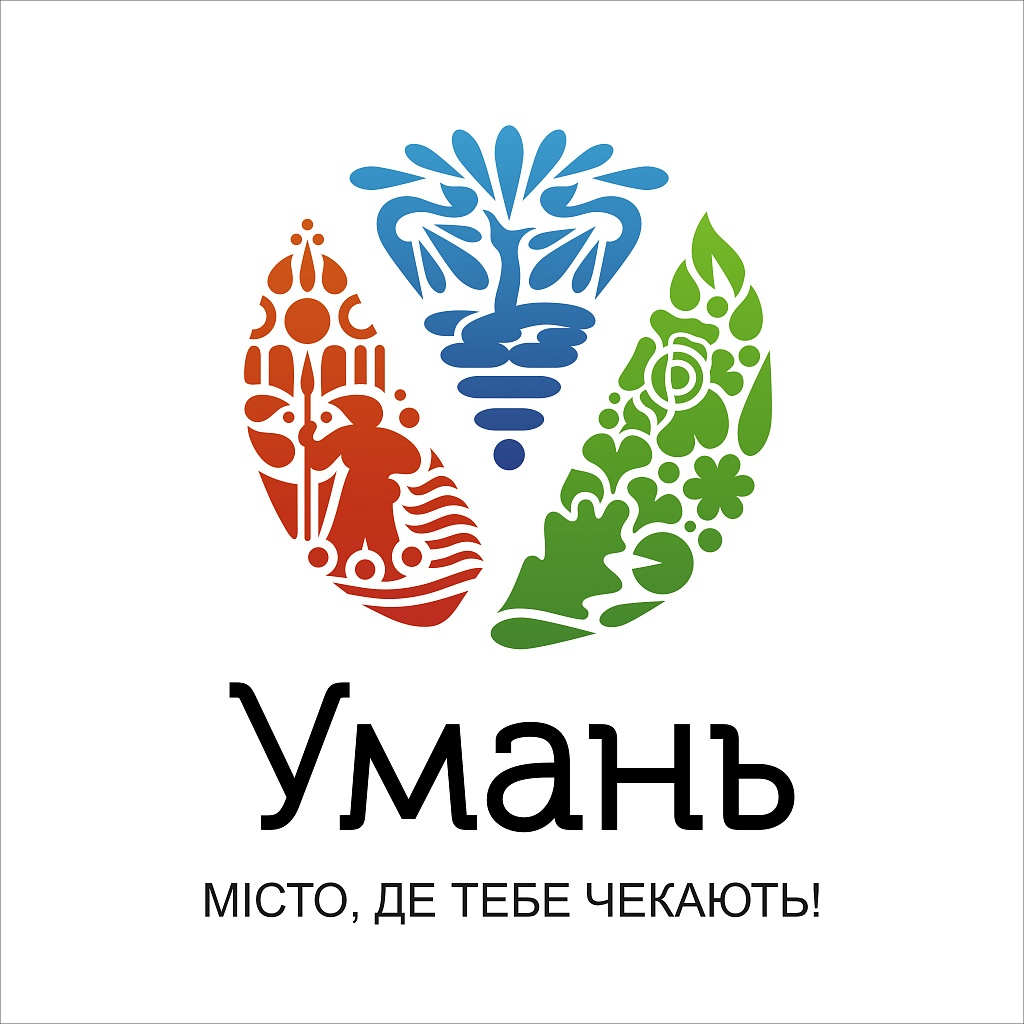
Логотип міста Умань

Офіційними символами Умані є герб та стяг, затверджені 30 травня 1996 року рішенням № 3-8/22 сесії міської ради
13 вересня 2016 року за результатами конкурсу «Логотип та слоган міста Умань» було представлено офіційний логотип міста та промоційний слоган «Умань. Місто, де тебе чекають».

## Географія

### Клімат
| Кліматограма Умань                                                                                          | Кліматограма Умань | Кліматограма Умань | Кліматограма Умань | Кліматограма Умань | Кліматограма Умань | Кліматограма Умань | Кліматограма Умань | Кліматограма Умань | Кліматограма Умань | Кліматограма Умань | Кліматограма Умань |
| --- | ------------------ | ------------------ | ------------------ | ------------------ | ------------------ | ------------------ | ------------------ | ------------------ | ------------------ | ------------------ | ------------------ |
| С | Л                  | Б                  | К                  | Т                  | Ч                  | Л                  | С                  | В                  | Ж                  | Л                  | Г                  |
| 36 −3 −8 | 33 −1 −6           | 29 3 −2            | 38 12 5            | 37 20 10           | 63 23 13           | 76 27 16           | 53 24 14           | 36 19 10           | 31 12 4            | 41 5 0             | 44 0 −5            |
| Середня макс. і мін. температури повітря (°C) Атмосферні опади (мм), за рік : 517 мм. Джерело: Клімат Умані |                    |                    |                    |                    |                    |                    |                    |                    |                    |                    |                    |

Клімат Умані обумовлений розташуванням міста — близькістю до степової зони помірного поясу. Загалом клімат міста є помірно континентальним з м'якою зимою і теплим літом.
Середньорічна температура повітря в місті становить близько +8 °C, а мінімальна вона у січні (-3,8 °C), максимальна — у липні (+20,5 °C).
Відносна вологість повітря в середньому за рік становить 70 %, мінімальна вона у травні (55 %), максимальна — у грудні (85 %). Найбільший став в місті (Осташівський) займає площу 58 га. Уманський парк Софіївка входить до семи чудес України.
| Клімат Умань                    | Клімат Умань | Клімат Умань | Клімат Умань | Клімат Умань | Клімат Умань | Клімат Умань | Клімат Умань | Клімат Умань | Клімат Умань | Клімат Умань | Клімат Умань | Клімат Умань | Клімат Умань |
| Показник                        | Січ.         | Лют.         | Бер.         | Квіт.        | Трав.        | Черв.        | Лип.         | Серп.        | Вер.         | Жовт.        | Лист.        | Груд.        | Рік          |
| Абсолютний максимум, °C         | 12,8         | 18,3         | 23,6         | 30,0         | 34,3         | 36,4         | 37,6         | 37,6         | 36,5         | 28,1         | 21,2         | 15,8         | 37,6         |
| Середній максимум, °C           | −1,1         | 0,2          | 6,2          | 14,7         | 21,4         | 24,2         | 26,4         | 26,0         | 20,3         | 13,1         | 5,3          | 0,5          | 13,1         |
| Середня температура, °C         | −3,8         | −3           | 2,0          | 9,3          | 15,2         | 18,5         | 20,5         | 19,7         | 14,6         | 8,5          | 2,4          | −2,1         | 8,5          |
| Середній мінімум, °C            | −6,5         | −6,3         | −2,1         | 3,9          | 8,9          | 12,7         | 14,5         | 13,4         | 8,8          | 3,8          | −0,5         | −4,8         | 3,8          |
| Абсолютний мінімум, °C          | −31,1        | −28,3        | −23,8        | −6,4         | −3,8         | 2,9          | 6,4          | 3,2          | −5,3         | −9,7         | −20          | −26,3        | −31,1        |
| Норма опадів, мм                | 30.9         | 30.9         | 30.2         | 37.5         | 40.5         | 78.6         | 64.9         | 47.7         | 52.4         | 35.4         | 36.9         | 36.4         | 522.3        |
| ------------------------------- | ------------ | ------------ | ------------ | ------------ | ------------ | ------------ | ------------ | ------------ | ------------ | ------------ | ------------ | ------------ | ------------ |
| Джерело: Клімат та погода Умань |              |              |              |              |              |              |              |              |              |              |              |              |              |

## Історія

### У складіРечі Посполитої

#### XVI— XVII століття
Точна дата заснування міста невідома. Уманщина перебувала у складі Речі Посполитої з 1569.
1609 року, за королівським привілеєм, територія довкола сучасного міста була пожалувана у вотчинне володіння брацлавському, вінницькому, кам'янецькому старості, генералу земель подільських Валентію Александру Калиновському. Перша згадка про «містечко Гумань» датована серпнем 1616 року. [джерело?]Заснування Калиновським замку значно посприяло швидкій колонізації довколишнього краю; починаються роботи по спорудженню оборонних укріплень.
1629 року в Умані кількість податкового населення становило 1064 «димів». Містечко належало до Брацлавського воєводства. Після загибелі Валентія Александра Калиновського під Цецорою, Умань перейшла до його сина Марціна Калиновського.
1648 року Умань взяв загін повстанців, очолений Іваном Ганжою, місто стало адміністративним центром Уманського полку. З 1648 по 1667 рік — місто у складі козацько-гетьманської держави (полкове місто, важлива фортеця).
Наприкінці 1655 — на початку 1656 року козаки Умані, керовані Іваном Богуном, відбили наступ військ коронного гетьмана Станіслава «Ревери» Потоцького. 1654 року Умань взяли в облогу війська під командуванням Станіслава «Ревери» Потоцького та Стефана Чарнецького, замок зумів оборонити Іван Богун; нове і старе місто були спалені. 20.01.1655 року другий раз місто було взято в облогу гетьманом С. «Реверою» Потоцьким разом з татарським військом, вдруге І. Богун оборонив місто. В той час в Умані було 10 церков. Цього року місто відвідав патріарх Макарій. Згадку про оборону Умані Іваном Богуном можна знайти в історичному оповіданні Адріана Кащенка " Борці за правду ".

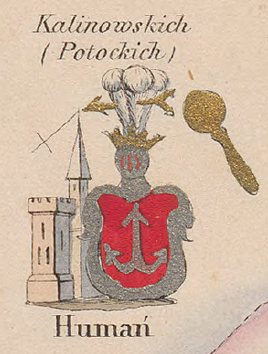
Умань на мапі Зигмунда Герстмана

Замок, який заклав Валентій Александр Калиновський, був укріплений козаками. Був дерев'яний, мав чотири оборонні башти, укріплений валами, був на той час неприступною твердинею. Місто Умань було оточено трьома валами та 3 ровами.
Місто було оточене дубовим палісадом. В двох баштах знаходились по 2 гармати, його порівнювали з укріпленням Бродівського замку.
За Андрусівським перемир'ям знов увійшло до складу Речі Посполитої.
1652 року в битві під Батогом загинув Марцін Калиновський разом з єдиним сином Самуелем Єжи, Умань перейшла до Станіслава «Ревери» Потоцького, одруженого з донькою Валентія Александра Калиновського — Зофією Калиновською. Від нього до його сина — польного гетьмана — дідича Підгаєць та Кристинополя Фелікса Казімєжа Потоцького. Пізніше до його сина — белзького воєводи — Станіслава Владислава Потоцького (†1732), від нього — до його племінника — Францішека Салезія Потоцького, який поставив в Умані управителем Рафаїла Младановича. Младанович укріпив замок, озброїв його 22 гарматами, поставив міські брами та ратушу, також розвідний міст через р. Уманку. За цих часів до Умані запрошено багато російських, сербських, турецьких, єврейських купців. Младанович підтримував зв'язки з київським губернатором, запорозьким кошовим, турецьким пашею. Францішек С. Потоцький завжди утримував в Умані козацький полк з близько 2300 козаків.
1664 року гетьман Павло Тетеря разом із Марціном Замойським не змогли здобути Уманський замок.
Умань була столицею гетьмана Михайла Ханенка.
1672 року місто взяв гетьман Петро Дорошенко. 1673 року в ніч на Великдень уманці підняли бунт проти гарнізону П. Дорошенка, вирізали всіх.
У 1674 році Умань була повністю зруйнована П. Дорошенком разом із турками і татарами, місто після 15 денної облоги було взято візиром Кара Мустафою, не дотримавшись умов, турки вирізали велику кількість населення. Після тих подій, місто приходить в занепад. Більшість мешканців переселилися на Лівобережжя.

#### XVIII століття

Гайдамаки (1927. Ілюстрація до поеми Тараса Шевченка. Радянський лубок)

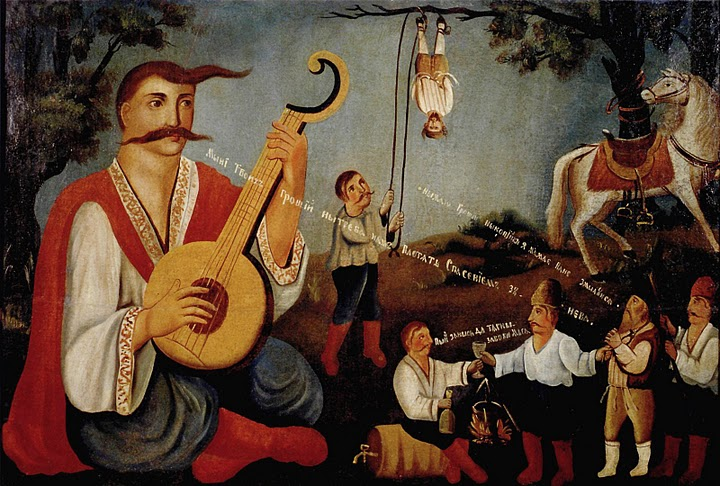
Козак Мамай на тлі гайдамаків, що страчують євреїв

Замок та місто відновив белзький воєвода Станіслав Владислав Потоцький.
У 1711–1712 рр. за наказом російської влади більшу частину козаків та цивільних мешканців міста було силою переселено на Лівобережжя.
Занепад продовжується до 1726 року, коли Умань з околицями переходить у володіння Франциска Салезія Потоцького. В краї в цей час пожвавились дії гайдамаків. Щоб укріпити Умань, Потоцький заохочує переселення сюди з інших своїх володінь селян та ремісників. Запрошує торгувати вірмен, греків, євреїв. Починає будівництво нового замку. Але гайдамаки роблять постійні наскоки на місто, вони здобувають його в 1737 та 1750 роках.
1749 року гайдамаки спалили більшу частину міста.
В 1760 році місту надається Магдебурзьке право. В 1761 році закінчується будівництво замку.
В 1764 році Францішек Салезій Потоцький засновує в Умані василіянський монастир та церкву. Монахи в свою чергу відкривають василіянську школу на 150 учнів. Навколо Умані було багато козацьких слобідських поселень, які мали боронити Край від гайдамацьких ватаг. Місто перетворюється на одне з найважливіших міст Правобережної Київщини і Черкащини.
Під час Коліївщини в 1768 році, під проводом Максима Залізняка і Івана Ґонти, в місті було винищено євреїв, українців-уніатів (греко-католиків) та польську шляхту, що тут ховалася — так звана «уманська різня». Перемога в Умані давала змогу повсталим поширити владу гайдамаків на довколишні міста і села, де вони встановлювали козацький устрій, формували нові загони, посилаючи їх в інші терени України. Царський уряд, боячись поширення народного руху на Лівобережну Україну, віддав наказ російським військам допомогти польській шляхті придушити гайдамаччину. Іван Ґонта був закатований поляками у Сербах на Поділлі, а Залізняка заслано в Сибір, де він помер. Проте боротьба на цьому не припинилася. Загони Неживого, Журби та інших отаманів чинили запеклий опір російському війську. Лише наприкінці липня 1768 року сили повстанців були розбиті. Повстання гайдамаків 1768 року, поширення визвольного народного руху на Лівобережжя стало однією з причин знищення Росією Запорозької Січі 1775 року й запровадження кріпацтва в Україні. Містом продовжували володіти Потоцькі. Після придушення повстання Умань знову занепадає. Населення майже не залишилось, торгівля зачахла.
1773 року, після смерті Ф. С. Потоцького Умань переходить до його єдиного сина Станіслава Щенсного Потоцького. Він переніс свою резиденцію з Кристинополя до Тульчина, сприяв новому підняттю Умані. Станіслав Щенсний запровадив «касу допомоги» для своїх селян, оплачував кожен день роботи на панщині по 12-15 гр.. У 1780-1784 роках збудував греко-католицький монастир отців Василіян, запровадив двотижневі ярмарки.
1775-го в місті було 159 осель і в передмісті 259, місто було гарно забудоване, мало 3 церкви, муровану ратушу, костел монастирський і костел Василіянський.

### У складі Російської імперії
В 1793 року Умань увійшла до складу Російської імперії.

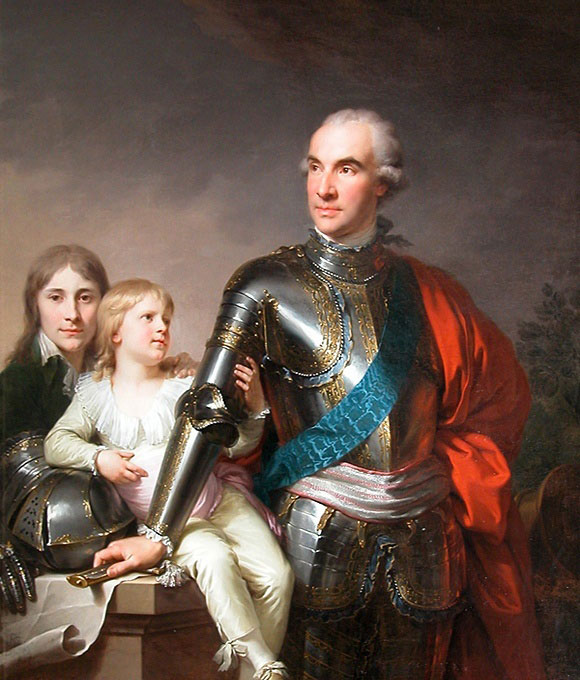
Станіслав «Щенсний» Потоцький

1796-го року Станіслав Щенсний Потоцький заклав один з найбільших в Європі, знаменитий садово-ландшафтний парк «Софіївка». Потоцький подарував його своїй дружині Софії. Будівництво, яким керував талановитий садівник-декоратор, кріпак Заремба, почалося на пустирі, понад річкою Кам'янкою, яка утворила два ставки, каскади, водоспади, джерела у гротах, канали з містками, водограї.
За часів Софії Потоцької на з'їзд школи садівництва приїжджав російський імператор Олександр I.
В 1795 році Умань стає повітовим містом Вознесенської губернії Російської імперії, а в 1797 році Умань входить до складу Київської губернії.

#### ХІХ століття
З 1805 після смерті Станіслава Потоцького Умань перейшла до його сина Олександра. Під час франко-російської війни тут було сформовано 3-й козацький полк.
На початку XIX століття Умань перетворюється на центр юдейського релігійного руху — хасидизму. Рабин Нахман, правнук фундатора хасидизму рабина Баал Шем Това, останні свої роки прожив в Умані. Помер 1810 року від туберкульозу. За заповітом його поховали на старому єврейському цвинтарі, де поховані й жертви «Коліївщини». В наш час на місці будинку де жив цей цадик, влаштована синагога.
Костел Успіння Богородиці закладений Станіславом Щесним Потоцьким, добудований його сином Олександром 1826 року. Зараз ця споруда внесена в реєстр культурного надбання України. Станіслав Потоцький перевіз в Умань чудотворний образ Богородиці.
У 1834 році Умань була конфіскована російським урядом у Потоцьких й 1838-го перейшла у володіння відомства військових поселень Київської та Подільської губерній. В цей же час почалася активна забудова аристократичної частини міста, вулиці вкривають бруківкою й оснащують гасовими ліхтарями, будують торгові ряди.
У 1859 році в Умань переносять з Одеси Головне училище садівництва.
Із другої половини XIX століття населення Умані значно зросло (1860 — 10 тисяч мешканців, 1897 — 29 тисяч мешканців, 1914 — близько 50 тисяч), на що вплинуло сполучення міста залізницею з Києвом (1890) та Одесою (1891). Економічний характер — торговельний (здебільшого торгівля збіжжям) і ремісничий.

Стара Умань. Сквер і театр
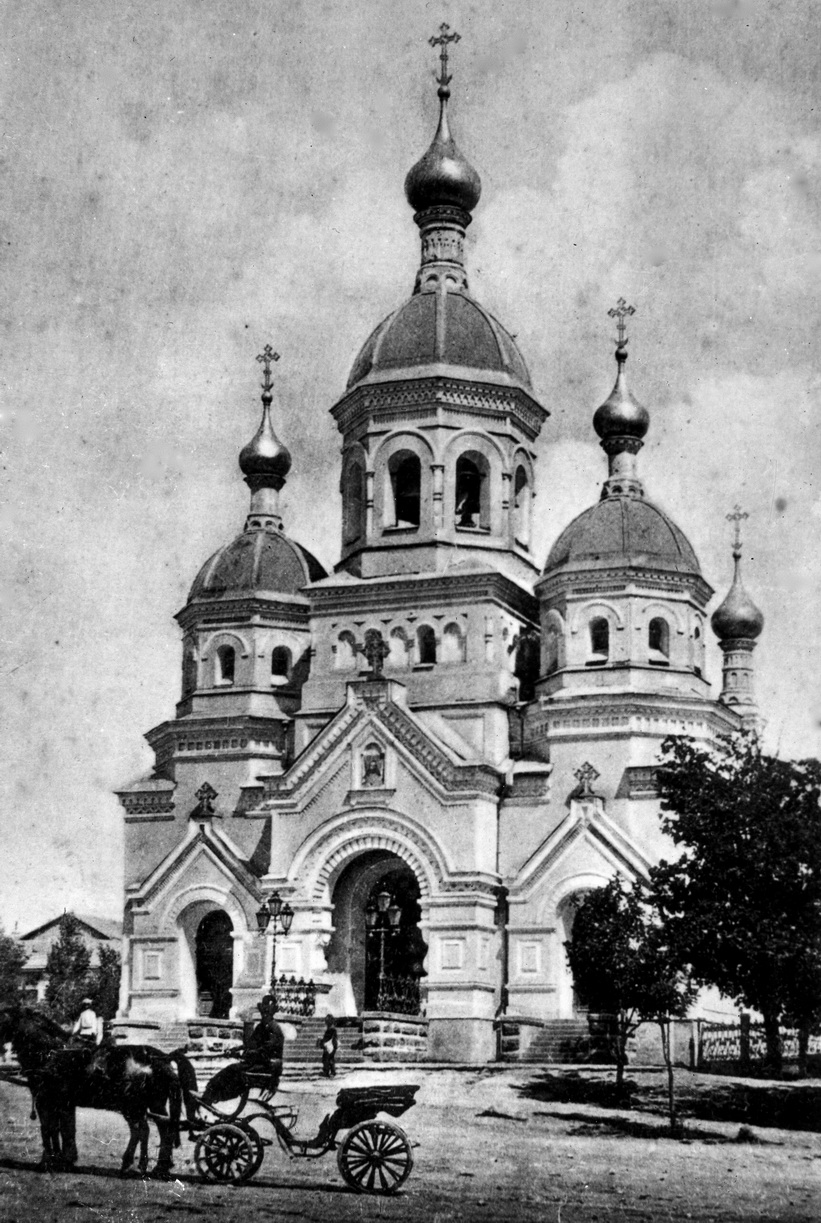
Військовий собор (рештки споруди збереглися в суч. кінотеатрі ім. І. Черняховського)
Успенський костьол - зараз картинна галерея
Чоловіча гімназія 1880р. Зараз агроколедж
Готель «Франція»
Готель «Франція»
Вулиця Садова
Оранжереї Софіївки
Колишній театр
Вулиця «Николаевская», зараз — Небесної Сотні
Колишня жіноча гімназія
Колишній сквер
Готель «Ново-Європейський»
Чоловіча гімназія 1880р. Зараз агроколедж

### XX століття
13 березня 1919 р. Кінний полк ім. Петра Болбочана Армії УНР, перейменований згодом на Кінний полк Чорних Запорожців, здобув штурмом приміщення заводу товариства «Ельворті» в Умані, робітники якого підняли заколот на підтримку військ більшовицької Росії, що наступали на Умань. Слідом за тим Умань було зайнято військами більшовиками. Проте невдовзі українські війська пішли у контрнаступ і 19 березня 1919 р. Кінний полк ім. Петра Болбочана без бою здобув Умань, де простояв 3 дні, які використав для придбання у місцевого населення взуття для козаків.
Перед Другою світовою війною місто стає крупним центром сільськогосподарського району; відкрито сільськогосподарський інститут.
У липні 1941 року працівниками органів НКВС в Умані було розстріляно 954 в'язні Чортківської тюрми, вивезених до Умані з Тернопільщини (мешканців Монастириського, Чортківського, Борщівського, Теребовлянського, Бучацького районів).
1 серпня 1941 року окупували німецькі війська. Під Уманню в оточення попали 6-та, 12-та радянські армії. В місті був влаштований концтабір «Уманська Яма» для полонених червоноармійців та євреїв. За даними німецького командування 14 серпня 1941 року в Уманському таборі знаходилось 50000 радянських військовополонених. На околиці міста, в Сухому Яру, німці розстріляли понад 13000 євреїв.
Був дуже пошкоджений парк «Софіївка», на його території був влаштований цвинтар для загиблих воїнів вермахту.
Внаслідок Умансько-Ботошанської операції місто було звільнено 10 березня 1944 року.
Після війни Умань стає райцентром й славиться зараз перш за все своїм унікальним парком.

Звільнення Умані, березень 1944р.
Умань СГ інститут після війни
Перебудова площі Соборності (тоді пл. Леніна), 1956 р.
Готель "Ново-Європейський"
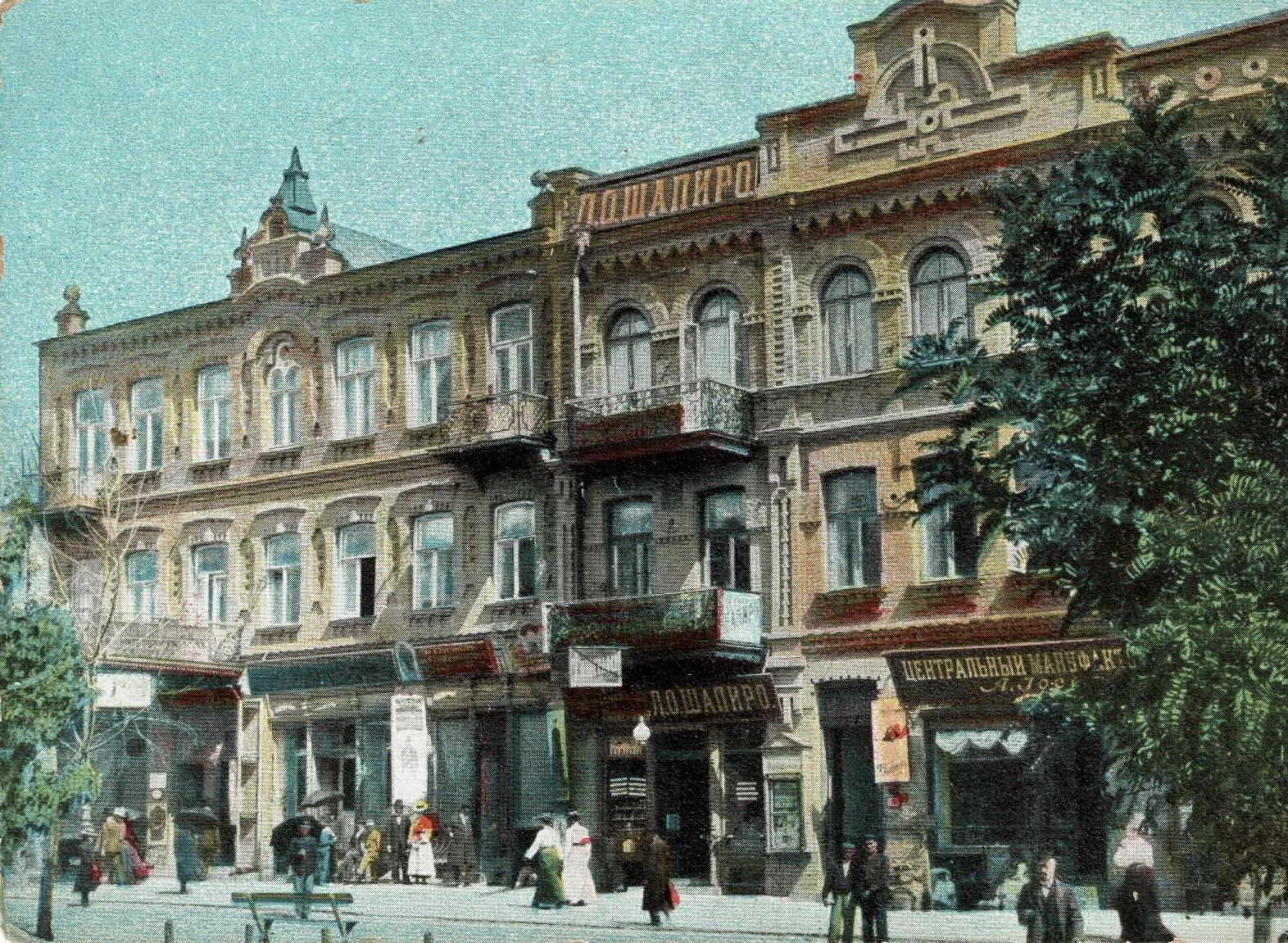
Вул. Радянська
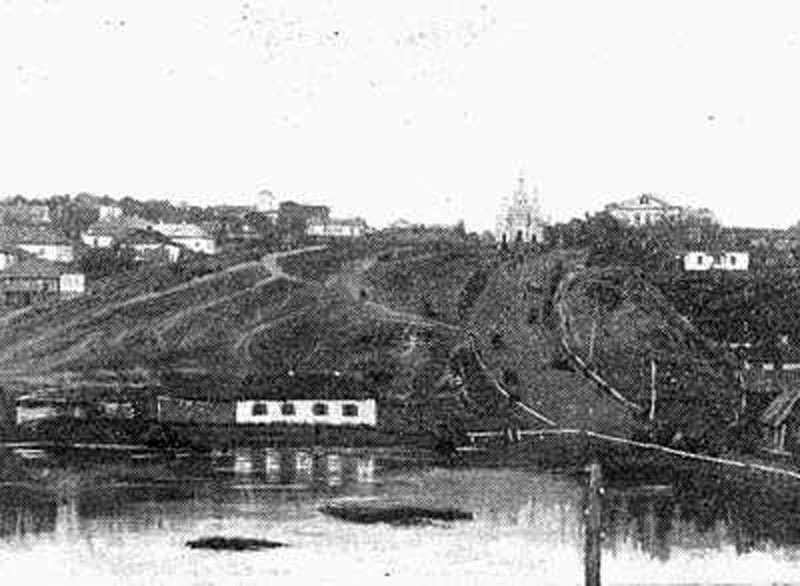
Вулиця Жовтнева. Зараз тут п-к Шевченко
Хлібний по вул. Леніна
Комісійний по вул. Леніна. Зараз - магазин «Харчі»
Соцзабез по вул. Енгельса
Їдальня по вул. Леніна 1. Зараз — «ПриватБанк»
Дитячі товари по вул. Радянській. Зараз — «Пронікс»
Вулиця Садова 15

### XXI століття
З 2022 року зазнає ракетних ударів російських військ. 28 квітня 2023 року в Умані була обстріляна багатоповерхівка (постраждали також будинки в Дніпрі та Українці). Загинули 23 особи.

## Адміністративний поділ

### Райони

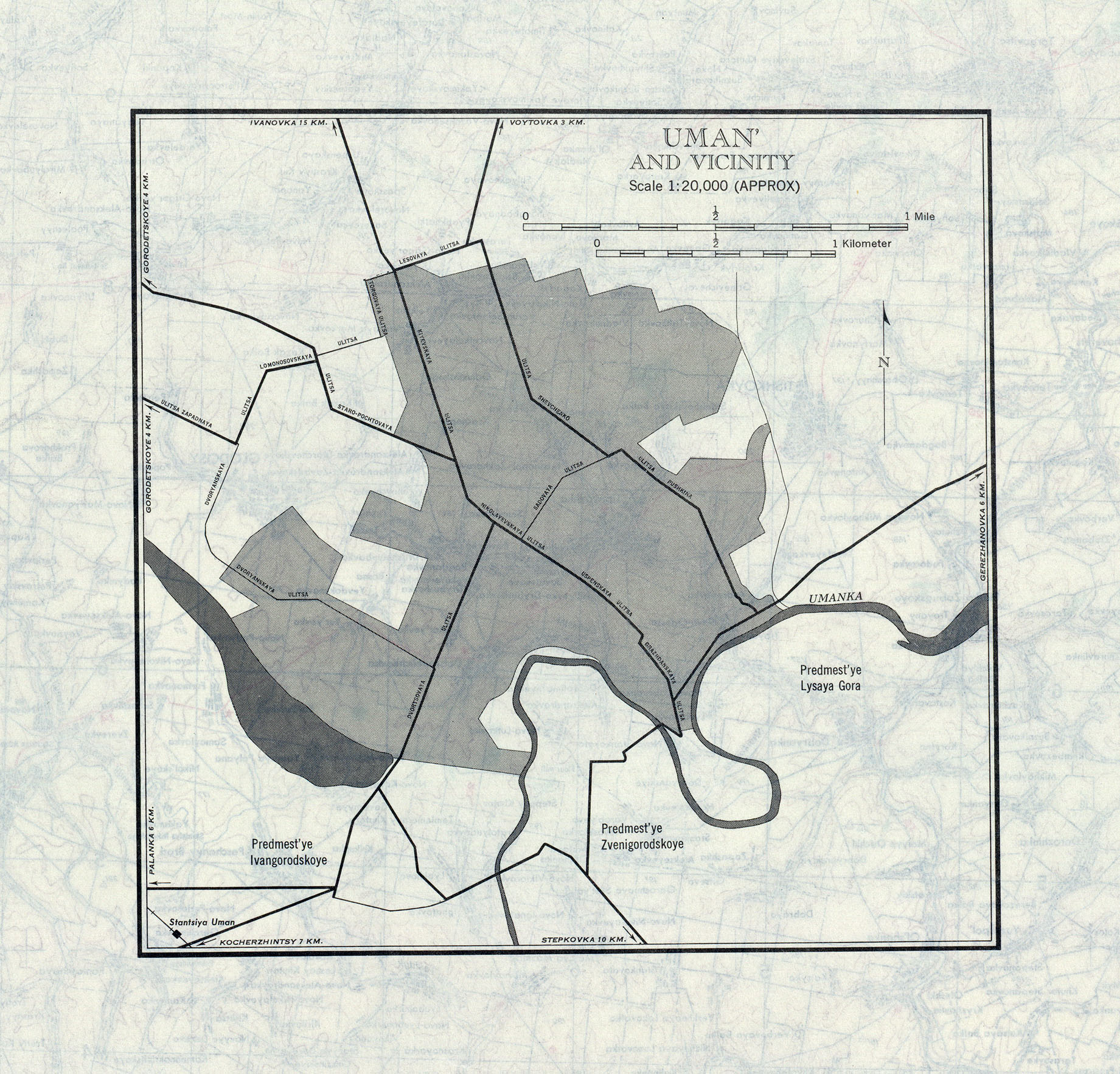
Американська карта Умані з околицями 1954 року

Місто поділяється на такі мікрорайони:
- Передмістя «Турок» — найстаріший район Умані з багатьма пам'ятками архітектури. На більшій території району знаходиться державний історико-архітектурний заповідник «Стара Умань».
- «Лиса гора» — старий район з одноповерховими приватними садибами.
- «Доманський» — найменший мікрорайон на сході міста з одноповерховими приватними садибами.
- «Бабанське КП» — старий район з одноповерховими приватними садибами на півдні міста з малорозвиненою інфраструктурою.
- «Східний»

Заснований на початку 90-х років минулого століття. Вулиці паралельно трасі Е-95 названі на честь міст області (Черкаська, Смілянська, Шполянська, Корсунь-шевченківська та інші), а між ними — Поріднених міст. Вулиці перпендикулярно трасі — «Східна 1, Східна 2… Східна 12».
- «Звенигородське передмістя» — така назва майже не використовується. Знаходиться в центральній частині міста з старими одноповерховими приватними садибами та перепадами висот.
- «Івангородське передмістя» — спокійний мікрорайон над Осташівським ставом, розвивається, безліч багатоповерхових будинків, магазинів та кафе.
- «Передмістя Бесарабка» — також називають «спальним районом», знаходиться на південному заході міста з великою кількістю багатоповерхівок, в народі більше відома назва район Ж/Д вокзалу.
- «Міщанка» — район приватних садиб з розвиненою інфраструктурою, знаходиться в північно-західній частині міста.
- «Слобідка» — лежить в безпосередній близькості до парку «Софіївка» в північній частині міста.
- «Нова Умань» — знаходиться в північно-східній частині біля парку «Софіївка», є як приватні садиби, так і п'ятиповерхові будинки.
- «ДОСи» — будинки офіцерського складу в північній частині міста. Більше десяти п'ятиповерхових будинків старої забудови, декілька дев'ятиповерхових будинки збудованих в кінці минулого століття і два ще в стадії будівництва.

Окрім того, в просто-народі використовують такі назви наступних районів:
- «Зарембова гребля» — район приватних садиб над «Зарембовим ставом» в південній частині міста з малорозвиненою інфраструктурою.
- «Олексіївка» — найвіддаленіший район в північній частині міста, що складається з однієї вулиці — Кармелюка (№ 145-205). Знаходиться біля «Олексіївського» ставу — річка Паланка.
- «Мікрорайон ГРЕС» — один з найвіддаленіших від центру. П'ятиповерхові будинки в середині минулого століття будувались для працівників тепличного комбінату.
- «Центр» — Густонаселений район з різними типами будинків, безліч магазинів та фінансових установ. Найкраща інфраструктура та близькість до центру обумовило популярність району.
- «Пролетарська» — північно-західна частина, спальний район, більше десяти п'ятиповерхівок панельного типу.
- «Тищика» — п'ятиповерхові та дев'ятиповерхові будинки, магазини, базари та інше.
- «Селекція» — декілька триповерхових будинки та приватні садиби в безпосередній близькості до «селекційної станції» (Уманська дослідно-селекційна станція). Знаходиться в північно-східній частині при в'їзді в місто.
- «Автострада» (вулиця 24 партз'їзду КПРС) — найвіддаленіший район від центру міста на півночі Умані. Тут є більше десяти п'ятиповерхових будинків, магазини, лікарня та «Білогрудівський» ліс неподалік.
- «Греків ліс»[17] Майбутній мікрорайон міста. Проект розроблений «Уманьавтодором».

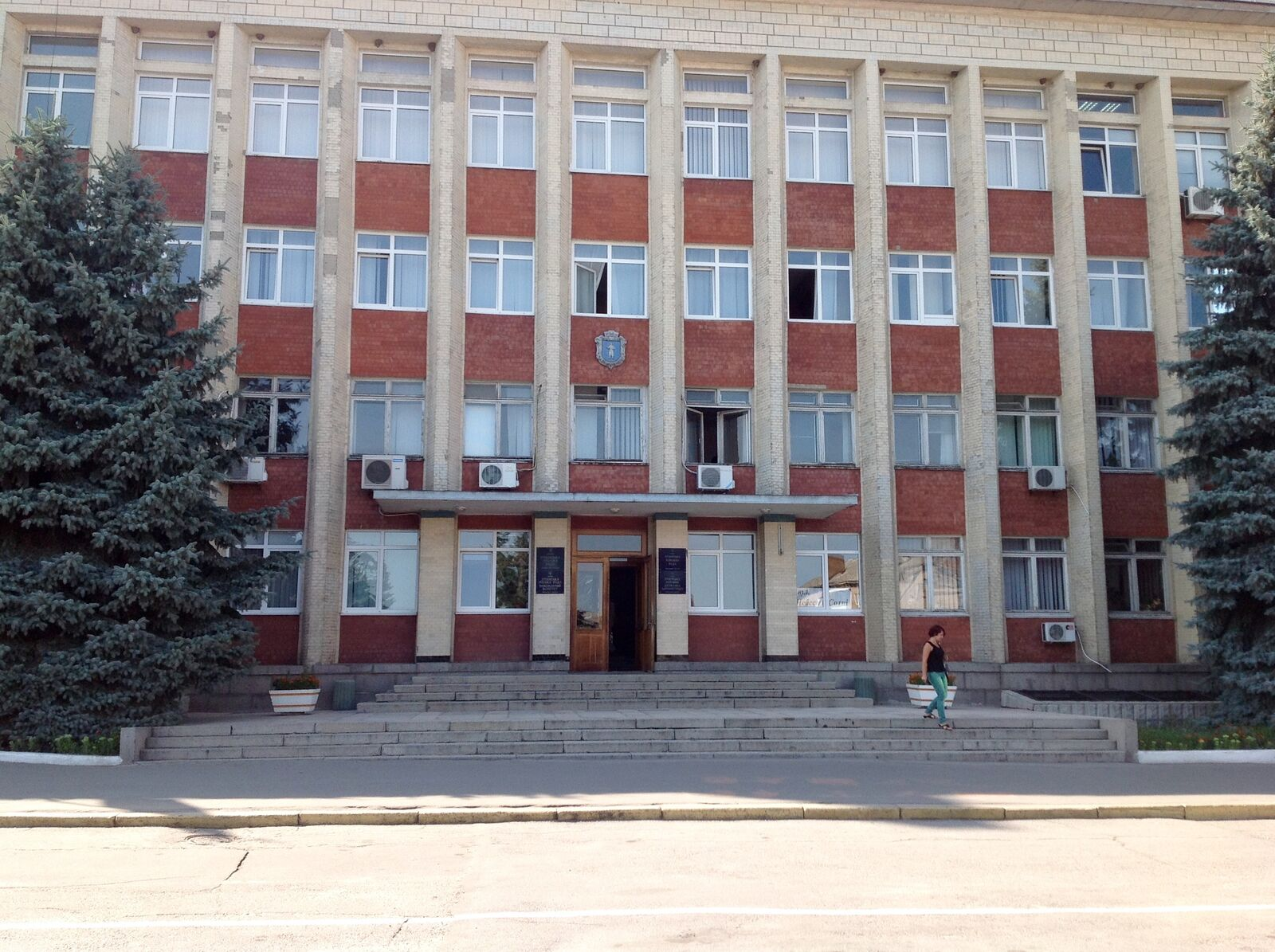
Уманська міська рада

На площі 22,9 га заплановано збудувати п'яти- та п'ятнадцятиповерхові житлові будинки, торгові, офісні, розважальні, культурно-освітні центри, паркову зону, підземні паркінги. Тобто, вперше в області планується спорудження сучасного житлового комплексу з повноцінною інфраструктурою. Засновники проекту планують забезпечити жителів мікрорайону «Греків ліс» вуличним освітленням, дитячими майданчиками, цілодобовим водопостачанням з багаторівневим очищенням та фільтрацією води, цифровими телефонними лініями, виділеним каналом мережі Інтернет, безшумними швидкісними ліфтами, охороною та відеоспостереженням. Новий комплекс розрахований на 750 квартир, де зможуть оселитися три тисячі уманчан.
У 2015—2016 іде інтенсивна забудова міста новими багатоповерховими будинками. За перше півріччя 2016 року Умань здала в експлуатацію більше житла ніж обласний центр Черкаси: 29,3 % і 23,7 % загального обсягу збудованого житла в області.
2017 — планується забудова нового мікрорайону «Заводський». Де будуть розміщені: індивідуальні житлові будинки, дошкільний навчальний заклад, школа, магазини та інші об'єкти громадської інфраструктури.
У місті розташована Уманська виправна колонія № 129.

### Вулиці
У місті Умань 178 км доріг, більшість з них з твердим (асфальтовим) покриттям, деякі перехрестя обладнано світлофорами — їх 17. В межах міста розташовані 4 площі: Івангородська площа, Майдан Гагаріна, Площа Перемоги та Площа Соборності. Нові вулиці востаннє (близько 20-ти) розроблялись для мікрорайону «Східний» у 1992 році. Один-єдиний підземний перехід знаходиться на трасі М05E95 неподалік районної лікарні. Також в місті є два надземні пішохідні переходи (мости), але вони майже не використовуються. Кожний п'ятий квадратний метр житла в області будується в Умані.
Найдовші вулиці:
- Степана Бандери — 5,4 км
- Енергетична — 3,6 км
- Кармелюка — 2,8 км
- Київська — 2,5 км
- Інтернаціональна — 2,4 км
- Незалежності — 2,3 км
- Європейська 2,3 км
- Михайлівська — 2,2 км
- Успенська — 2,2 км
- Визволителів — 1,8 км
- Заводська — 1,7 км
- Івана Виговського — 1,7 км

## Населення

### Чисельність
За кількістю населення — друге місто в Черкаській області та 48-е в Україні.
Населення в тис.: 1926 — 44,8; 1959 — 45; 1970 — 63; 1979 — 80, 2001 — 89; 2024 — 95[джерело?]

### Національний склад
Розподіл населення за національністю за даними переписів населення:
|          | 1926 | 1959 |
| -------- | ---- | ---- |
| українці | 43,3 | 76,5 |
| росіяни  | 4,6  | 16   |
| євреї    | 49,5 | 5    |

Національний склад населення за даними перепису 2001 року:
| Національність  | Відсоток |
| --------------- | -------- |
| українці        | 92,69%   |
| росіяни         | 6,10%    |
| білоруси        | 0,26%    |
| євреї           | 0,23%    |
| вірмени         | 0,10%    |
| поляки          | 0,10%    |
| інші/не вказали | 0,52%    |

### Мовний склад
Рідна мова населення за даними перепису 2001 року:
| Мова            | Чисельність, осіб | Відсоток |
| --------------- | ----------------- | -------- |
| Українська      | 81 933            | 93,27%   |
| Російська       | 5 600             | 6,38%    |
| Білоруська      | 66                | 0,08%    |
| Вірменська      | 52                | 0,06%    |
| Румунська       | 32                | 0,04%    |
| Циганська       | 20                | 0,02%    |
| Єврейська       | 14                | 0,01%    |
| Болгарська      | 11                | 0,01%    |
| Інші/Не вказали | 115               | 0,13%    |
| Разом           | 87 843            | 100%     |

## Засоби масової інформації

### Інтернет-видання
- УманьNews.City[23]
- Infontan (новини культури, історії, науки)
- Уманський портал
- uman.info
- Медіа Умані
- umanhata.com.ua та інші.

### Друковані
В місті друкувалися більш ніж 10 різних газет. На даний час не залишилося жодного друкованого ЗМІ. Газета «Уманська зоря». В 1990-2000-х виходили газети "Скверная газета", "Уманська хроніка" (згодом "Хроніка"), додаток до газети "Вечірні Черкаси" "Вечірні Черкаси - Умань ", газета "Умань", "РІО-Умань", "Сарафанне радіо (перше півріччя 2013р.)

### Місцеві телерадіокомпанії
- «Сатурн-TV»
- ТРК «Ятрань»
- КП «ТК Умань».

#### Кабельне телебачення
- Телерадіокомпанія ТІМ
- «М-тел»

### FM-радіостанції
На території міста в межах радіочастот FM-діапазону своє мовлення проводять 13 всеукраїнських та регіональних радіостанцій:
| №п/п | Частота, МГц | Назва                                           | Потужність, кВт | Адреса вежі         | Передавач       |
| ---- | ------------ | ----------------------------------------------- | --------------- | ------------------- | --------------- |
| 1    | 88.5         | «Шлягер FM»                                     | 0,2             | вул. Старицького 6  | ТРК "Сатурн-ТВ" |
| 2    | 90.6         | «Бліц FM»                                       | 0,1             | вул. Енергетична 14 |                 |
| 3    | 91.1         | «Радіо Культура»                                | 0,25            | вул. Лісна 3        | ЧФКРРТ          |
| 4    | 91.5         | «Радіо П'ятниця»                                | 0,5             | вул. Лісна 1        | ЧФКРРТ          |
| 5    | 100.6        | «Українське радіо» / «Українське радіо Черкаси» | 0,5             | вул. Енергетична 14 |                 |
| 6    | 101.7        | «Мелодія FM»                                    | 0,25            | вул. Дерев'янка 26  |                 |
| 7    | 102.1        | «Радіо Промінь»                                 | 0,25            | вул. Лісна 1        | ЧФКРРТ          |
| 8    | 102.8        | «Радіо Байрактар»                               | 0,2             | вул. Дерев'янка 26  |                 |
| 9    | 103.4        | «MID-FM»                                        | 0,1             | вул. Старицького 6  | ТРК "Сатурн-ТВ" |
| 10   | 104.9        | «Країна ФМ»                                     | 0,2             | вул. Старицького 6  | ТРК "Сатурн-ТВ" |
| 11   | 105.7        | «Перець FM»                                     | 0,1             | вул. Старицького 6  | ТРК "Сатурн-ТВ" |
| 12   | 106.1        | «Radio UMAN»                                    | 0,05            | вул. Лісна 3        | ЧФКРРТ          |
| 13   | 106.6        | «Хіт FM»                                        | 0,2             | вул. Дерев'янка 26  |                 |

## Економіка
В місті працює 21 промислове підприємство, близько 450 малих підприємств та кооперативів, понад 370 торгових закладів громадського вжитку різних форм власності.[джерело?] Головні галузі промисловості: машинобудівна і приладобудування (заводи: Уманьферммаш, «Мегомметр», «Еталон», оптико-механічний, театрального устаткування), харчова (заводи: овочеконсервний, масло-сироробний, вітамінний, лікеро-горілчаний, м'ясокомбінат, ВАТ «Уманьпиво», Уманський тепличний комбінат, ЗАТ ТК «Уманьхліб», МПП «Агропромресурси» та інші), легка (фабрики: швейна, взуттєва, мистецьких промислових виробів), будівельних матеріалів (заводи: толевий, цегельні, залізо-бетонних конструкцій тощо), Фармакологічна компанія «Технолог», вітамінний завод («Вітаміни»), елеватор.

## Інфраструктура

### Сфера послуг

Уманська міська дитяча лікарня

На 2011 рік медичні послуги надає 8 лікарень (одна дитяча і одна районна), три пологові будинки, стоматологічна поліклініка та 17 аптек. Інші медзаклади — станція швидкої медичної допомоги, центр здоров'я та інформаційно-аналітичної статистики, оптика «ДанКа», офтальмологічна амбулаторія, «Лабсервіс», тощо.
В місті працюють дві телефонні компанії: «Укртелеком», та «М-Тел», декілька ательє пошиву одягу та ремонту побутової техніки. За зв'язок відповідають Центр поштового зв'язку № 8, Цех телекомунікаційних послуг № 15 і 4 відділення «Нової пошти». Відкриті представництва автоперевізних компаній «Автолюкс» та «Гюнсел».
14 липня 2015 року «Київстар» розпочав надавати (першим в області) послуги зв'язку у мережі 3G (технологія HSPA+) — у місті Умань та його передмісті. 
5 лютого 2016 року оператор мобільного зв'язку «lifecell» запустив свою мережу 3G+ в Умані.
А 23 вересня 2016 року «Vodafone» також запустив 3G у місті.
28 липня 2018 оператор «lifecell» запустив мережу 4.5G, четвертого покоління в технології LTE Advanced Pro.
31 серпня 2018 року Київстар підключив до високошвидкісного інтернету 4G/LTE Умань та ще 15 населених пунктах.
Розвивається мережа торговельних мереж та поодиноких магазинів з різноманітними товарами. У 2005 році відкрито «Фуршет» площею 5500 м² вул. Великій Фонтанній, що є одним з найбільших в Україні, поруч комплекс «Сіті-Центр» і супермаркет «Фокстрот». 2008-го почали працювати мережі «Watsons» (вул. Тищика), «Альпарі» (будинок побуту «Мрія») та «АТБ» (котрих налічується чотири), пізніше — «Ельдорадо», «Фора», «Велика Кишеня», «Славутич» (вул. Гонти) та «Торба» («ДОСи»)
Йде боротьба з «стихійними базарами» — збудовано: ринок «Міщаночка» (вул. Залізняка), «Базарок» (перехрестя Європейської — Великої Фонтанної) та продуктовий ринок неподалік перехрестя Європейської — Тищика, облагороджується ринок на Івангородській площі (район залізничного вокзалу). Реконструйовано ряд магазинів, таких як «Уманчанка» (вул. Європейська), «Вігрос» (вул. Тищика), «Універсам № 1» (перейменований в «Критий ринок», вул. Тищика), «Оболонь» (вул. Європейська) та інші. Окрім того, в місті збудовано нові споруди призначені для торговельної діяльності: «Панорама» (вул. Європейська), «Коленд» (вул. Тищика), «Євродім» (найбільший супермаркет будівельних матеріалів, вул. Велика Фонтанна), «Стандарт» (мережа магазинів будівельних матеріалів — тер-я Міжрайбази та вул. Тищика) та ряд інших.

### Транспорт
Біля Умані проходить автомобільний шлях М05E95 міжнародного значення Київ — Одеса, який є частиною Європейського транспортного коридору № 9; автомобільний шлях М12E50 міжнародного значення Стрий —Тернопіль — Кропивницький — Знам'янка; автомобільний шлях Н16 національного значення Золотоноша — Черкаси — Сміла — Умань.
В першій половині XX століття в місті починав працювати трамвай. Депо знаходилось на території колишнього «оптико-механічного заводу».

Нещодавно відремонтований автовокзал є точкою відправлення приміських та міжміських рейсів до таких міст як Київ, Черкаси, Одеса, Вінниця, а також є місцем пересадки для рейсів з усіх куточків України. Розгалужена сітка АЗС
Залізнична станція Умані Одеської залізниці є кінцевою, найближча велика станція знаходиться в місті Христинівка (20 км).
Розвинене пасажирське перевезення по місту маршрутними транспортними засобами (автобуси), а також за допомогою таксі, — в місті налічується більше десяти приватних компаній.

## Освіта

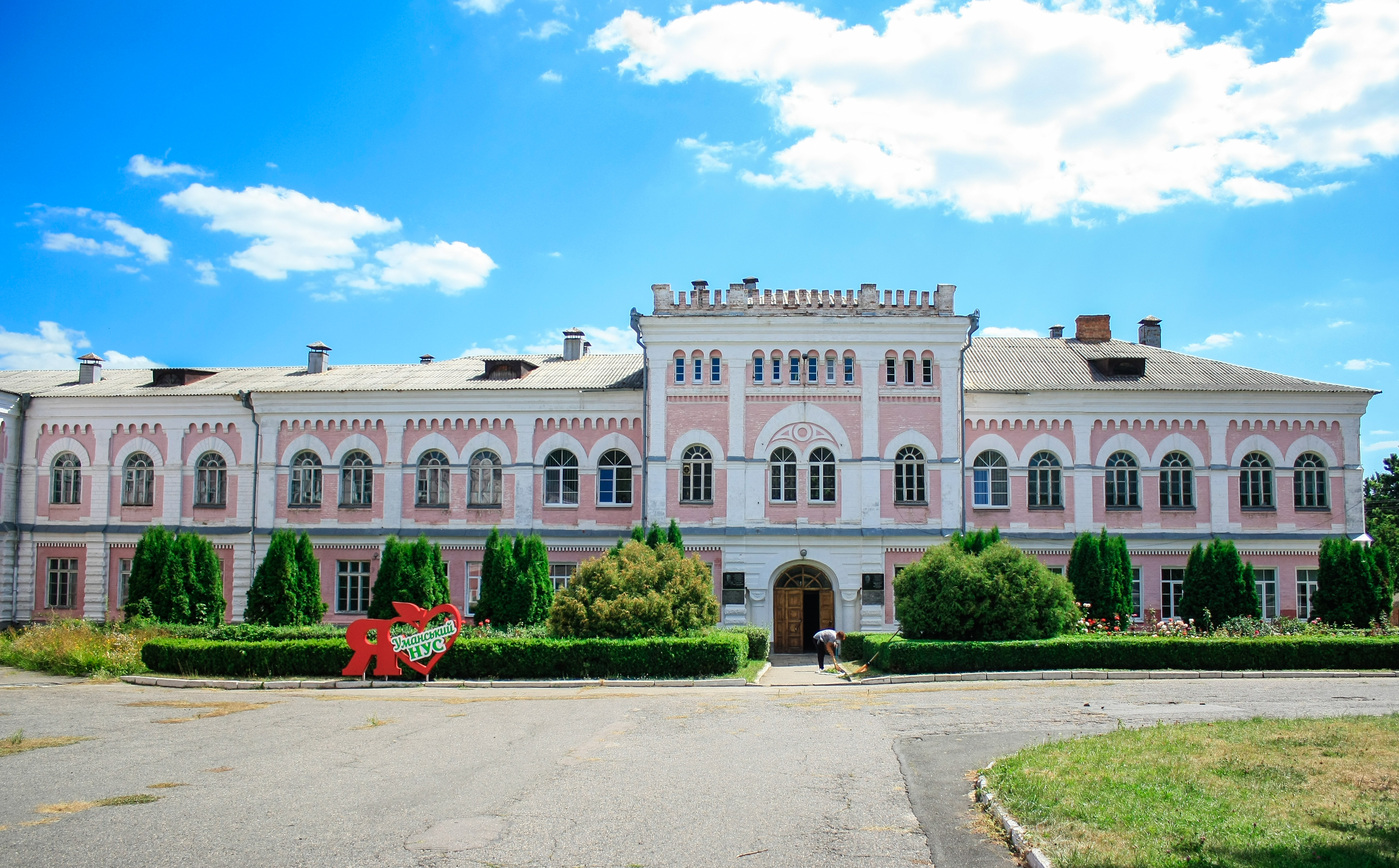
Національний університет садівництва

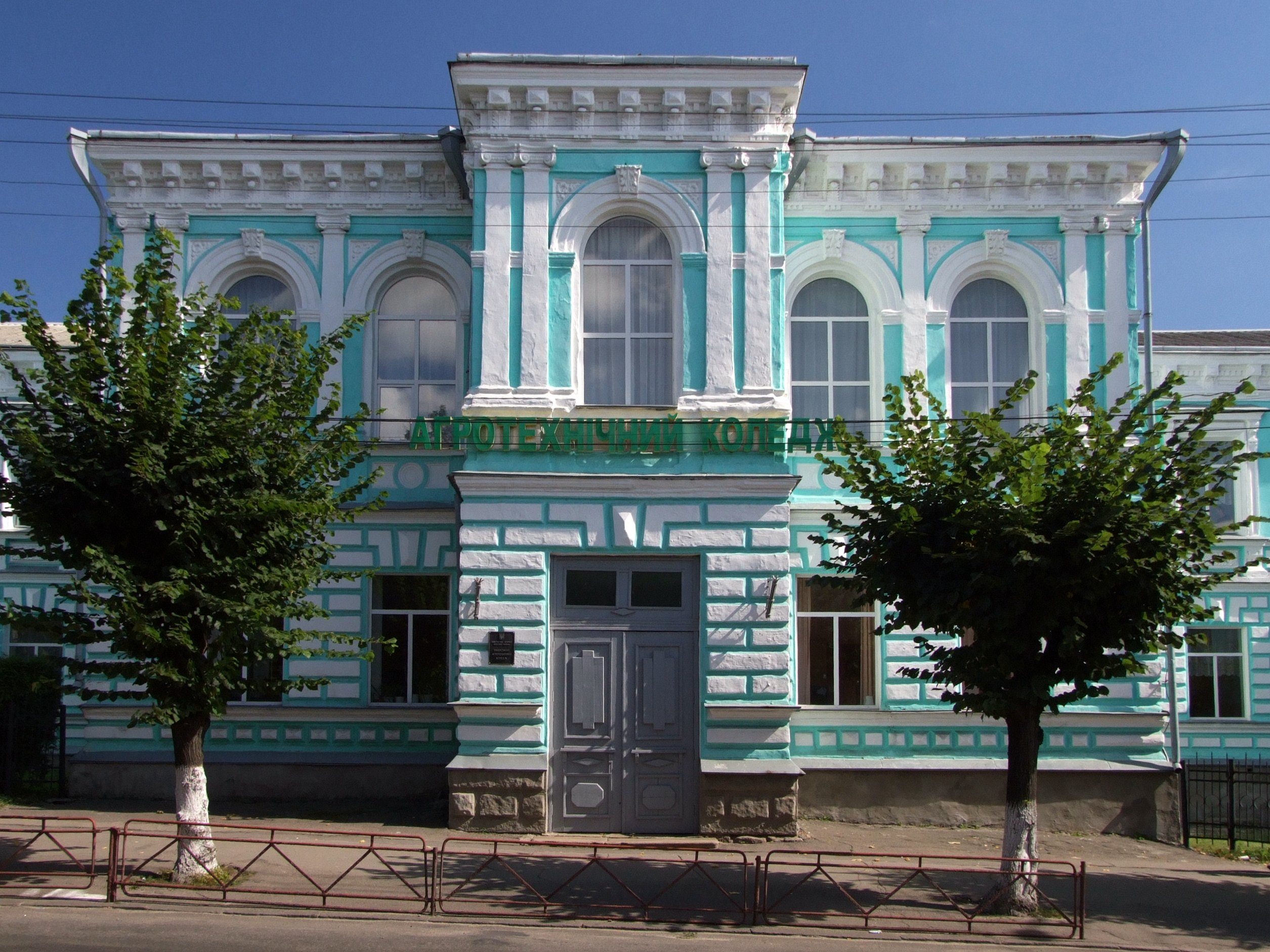
Уманський агротехнічний коледж

У місті розташовані три вищих навчальних заклади та ряд інших:
- Національний університет садівництва,
- Державний педагогічний університет імені Павла Тичини,
- Агротехнічний коледж,
- Гуманітарно-педагогічний коледж імені Т. Г. Шевченка,
- Медичний коледж, (www.umanmedical.com)
- Музичне училище,
- Професійний аграрний ліцей,
- Автомобільна школа ТСОУ
- Уманський РСТК ТСО України
- Уманська філія Київського інституту бізнесу і технологій.
- Уманська філія Європейського університету
- Український аграрний ліцей

У різних районах міста розташовано 13 загальноосвітніх шкіл та школа-інтернат
Бібліотечна мережа міста налічує 42 бібліотеки різних видів і форм власності та підпорядкування, в яких працює 145 бібліотечних працівників та обслуговується понад 65 тис. читачів., книжковий фонд налічує більше півтора мільйона примірників.
Комунальні бібліотеки об'єднані в єдину централізовану бібліотечну систему.
У місті також розташована Уманська районна центральна бібліотека.

## Культура, туризм

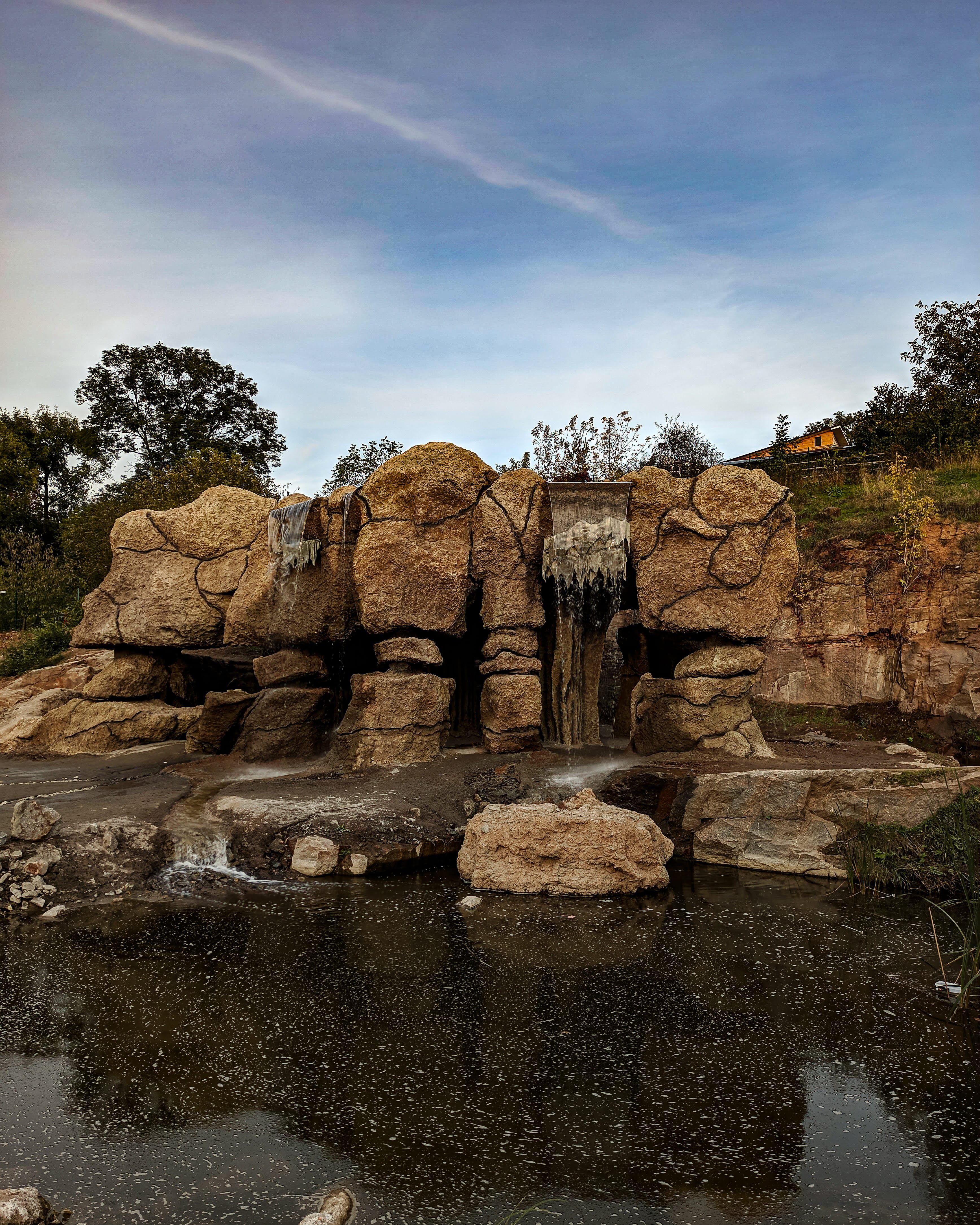
Фентезі-парк "Нова Софіївка"

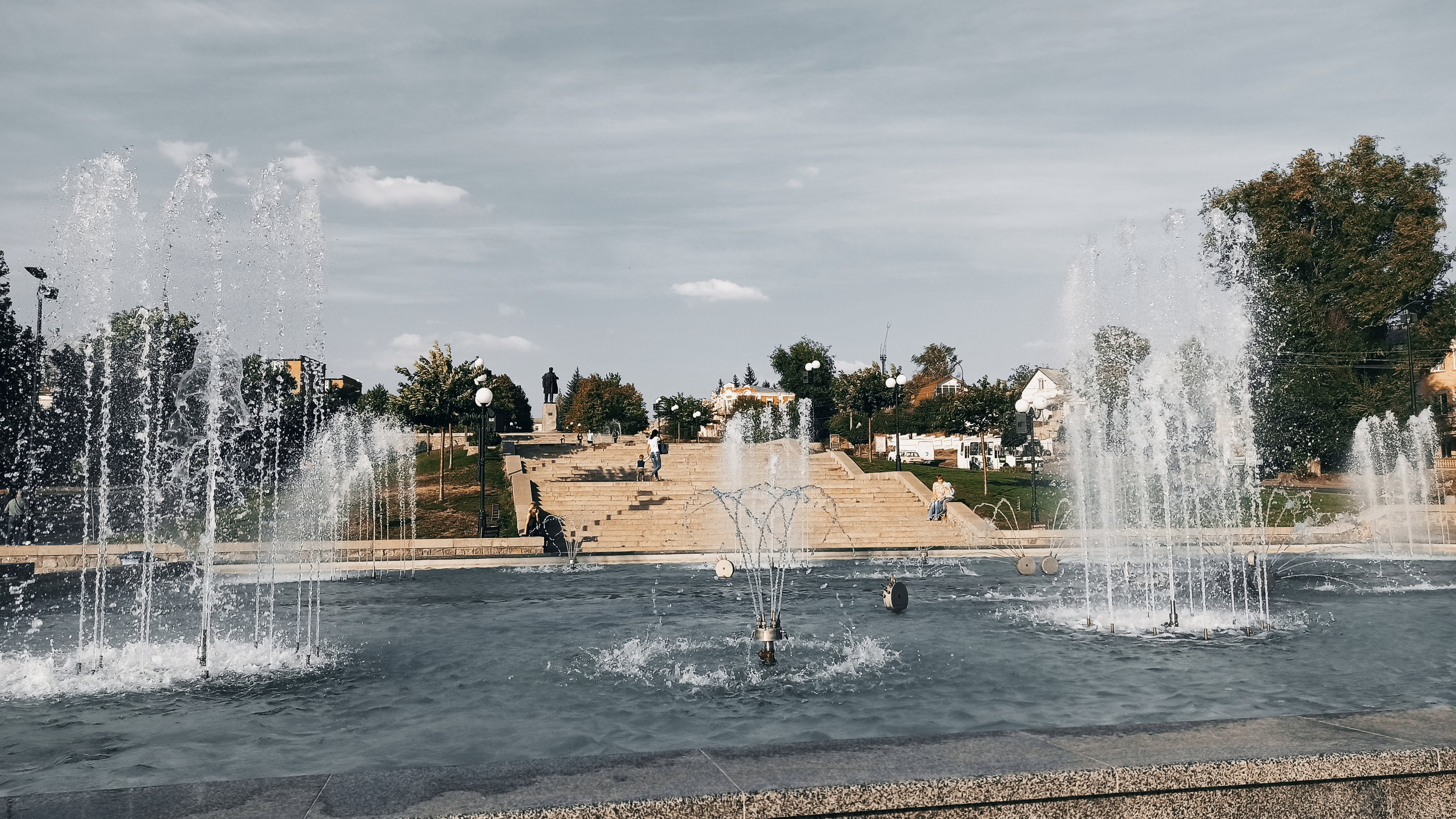
Фонтани Осташівського ставу (Осташівка)

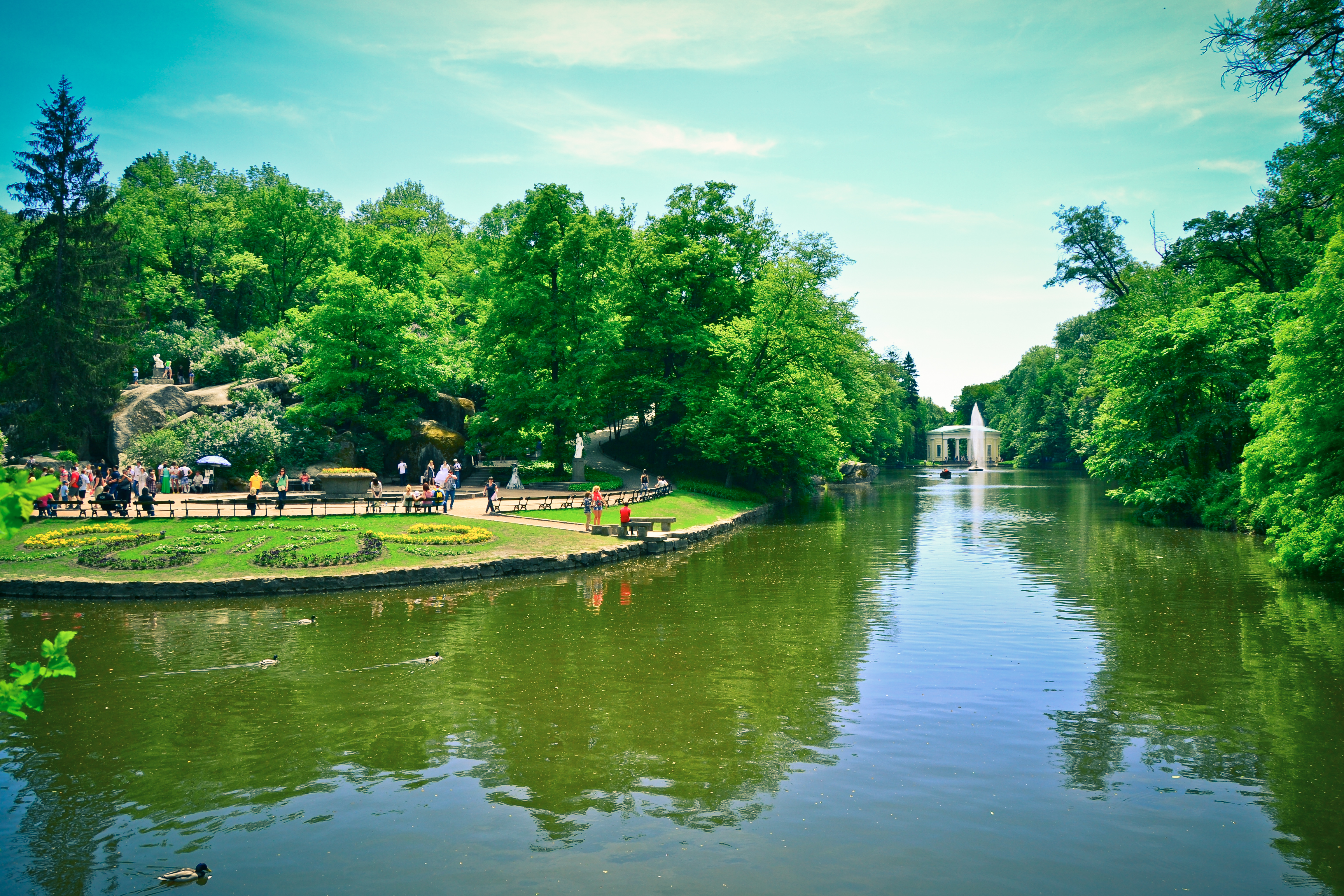
Софіївський парк

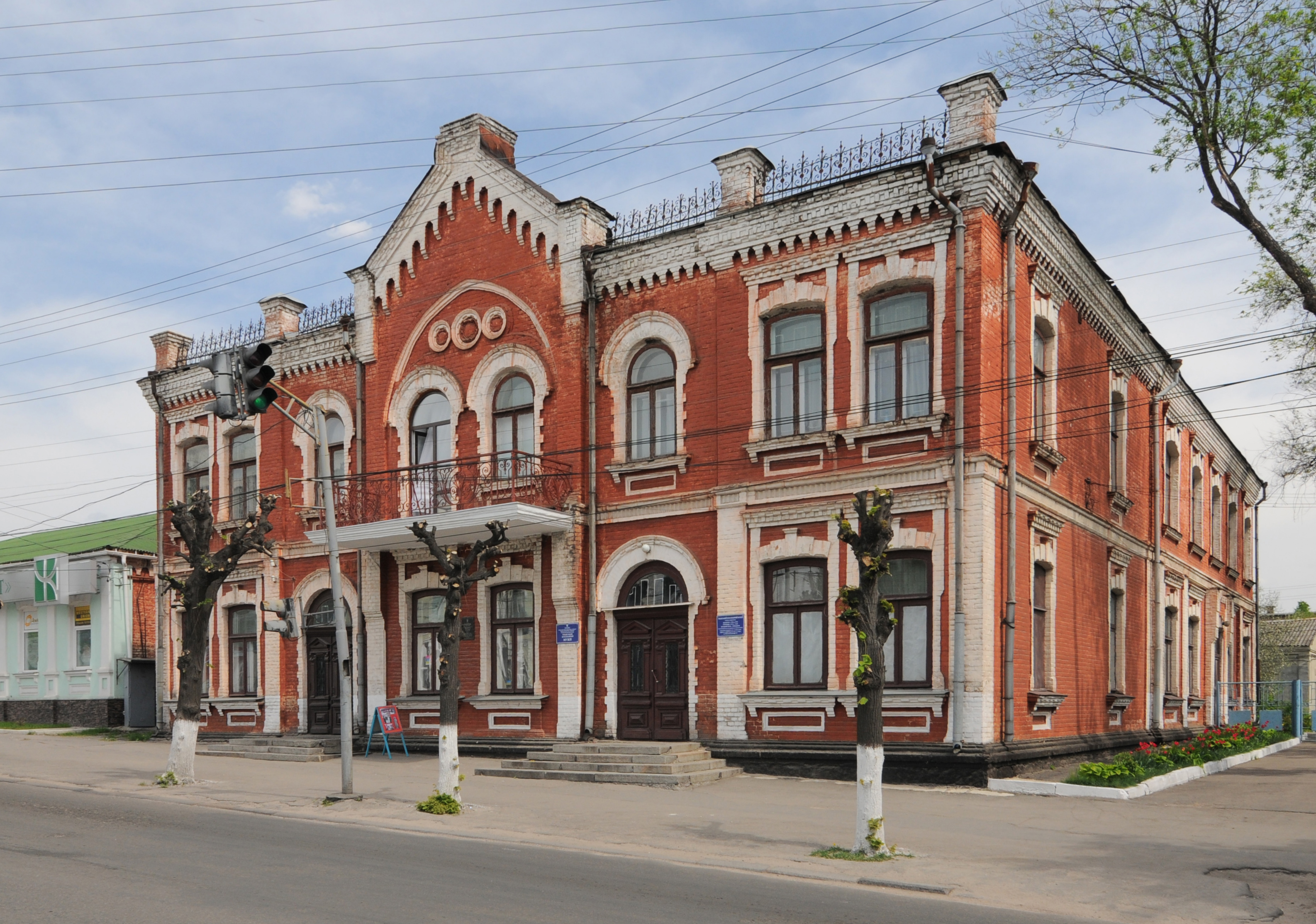
Уманський краєзнавчий музей

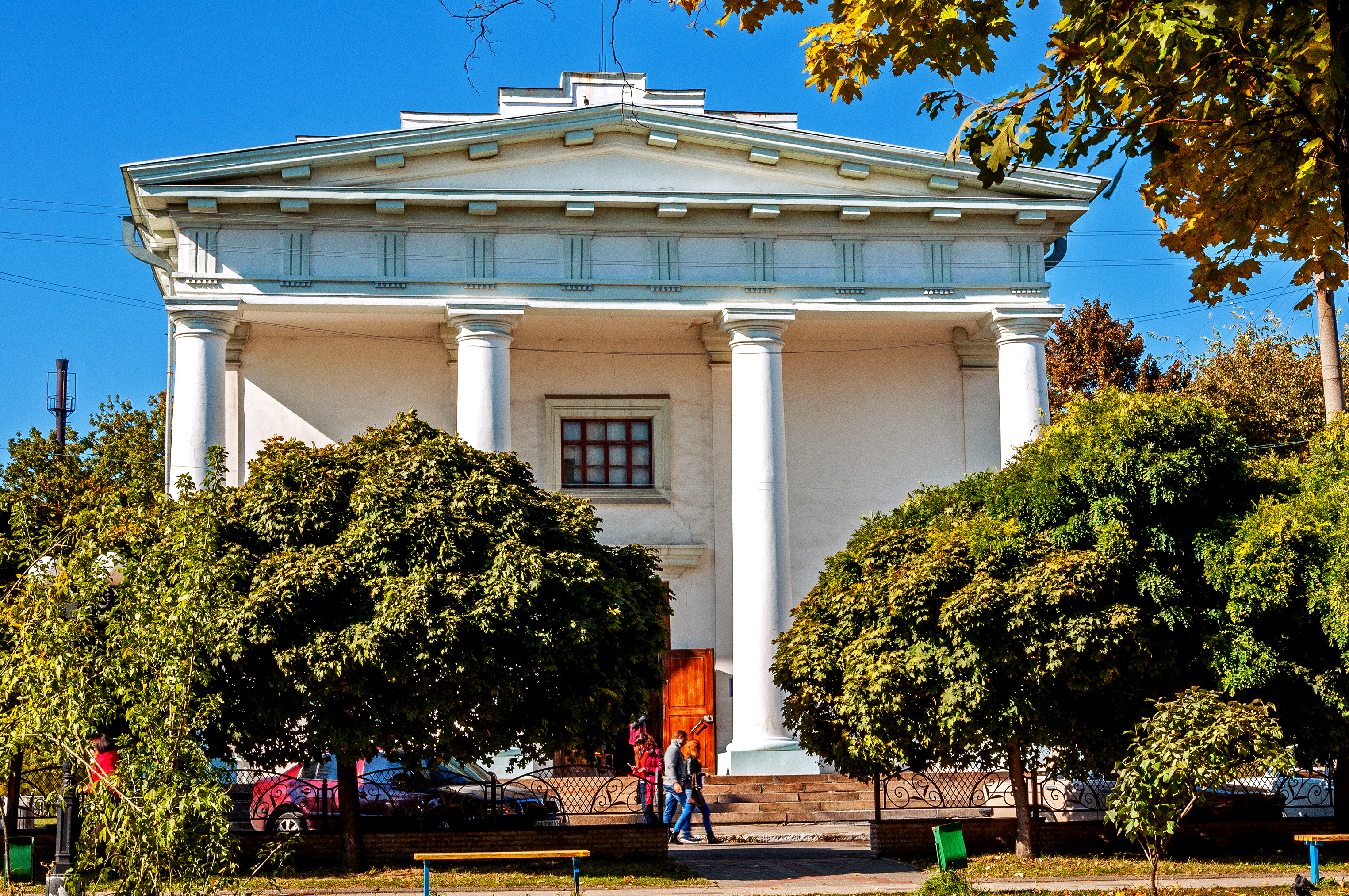
Уманська картинна галерея

Відомий Державний заповідник — дендропарк «Софіївка».
Уманські музеї:
- Уманський краєзнавчий музей (заснований 1917 року).
- Уманський художній музей.
- Уманський музей культури.
- Музей діячів літератури і мистецтв Уманщини (до 1970-х років — Музей підпільної друкарні «Іскра»).
- Уманський музей-квартира Г. Котовського.
- Меморіальний музей-квартира Надії Суровцової

Єдиний кінотеатр міста, що працює — «Філмакс». Ще в середині 1990-х років припинили своє існування кінотеатри «Хроніка», «Літній» (на його місці збудовано «Інжпроект-2») та кінотеатр імені Черняховського.
У місті значне число пам'ятних знаків та пам'ятників, зокрема героям Коліївщини — Залізняку і Гонті та Тарасові Шевченку. В місті знаходиться одна з копій Ейфелевої вежі, в масштабі 1:100.
В місті збереглося старовинне Міщанське кладовище з нагробками ХІХ-ХХ ст., в тому числі польськими, а також численні будинки ХІХ — поч. ХХ ст. в стилях класицизму, історизму та модерну, меморіальні місця пов'язані з подіями другої-світової війни (концтабором «Уманська яма»), церкви, стара єврейська синагога (територія заводу Мегомметр), католицький костел. Детальніше про пам'ятки Умані дивіться в базі пам'яток Прадідівська слава.
На території дендропарку Софіївка зростають вікові дерева: «Липа Гонти» віком 300 років (біля пам'ятника Платону) та «дуб Гонти» — дуб черещатий віком 300 років. Обидва дерева потребують лікування та заповідання.

## Релігія

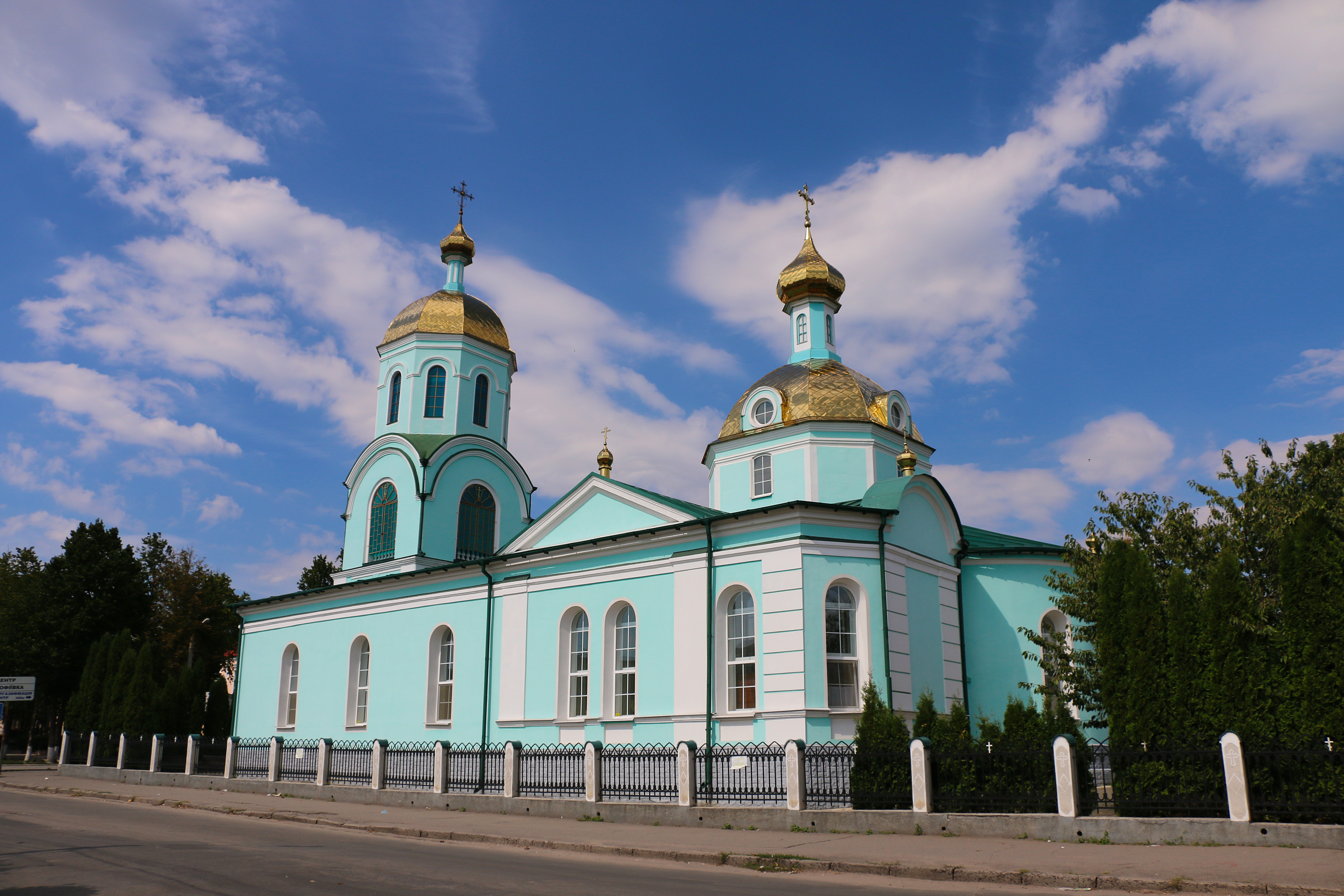
Миколаївський собор

В межах міста діє 8 православних храмів.

### Православ'я
- Свято-Троїцька церква ПЦУ
- Миколаївський собор УПЦ МП
- Успенська церква УПЦ МП
- Покровська церква УПЦ МП
- Дерев'яна Михайлівська церква УПЦ МП
- Церква усіх Святих УПЦ МП
- Кирило-Мефодіївська церква УПЦ МП

### Католицизм
- Римо-католицький костел Успіння Пресвятої Богородиці

### Протестантизм
- Церква християн-адвентистів сьомого дня
- Церква Євангельських християн баптистів

### Юдаїзм
- Єврейська синагога

Вулиця Туристів в Умані, та її прилеглі провулки — є місцем компактного перебування євреїв — хасидів на юдейський Новий Рік, що святкується в кінці вересня, в Умань з'їжджаються хасиди з усього світу. Вони вважають, що помолившись цього дня на могилі цадика Нахмана, отримають духовне очищення.

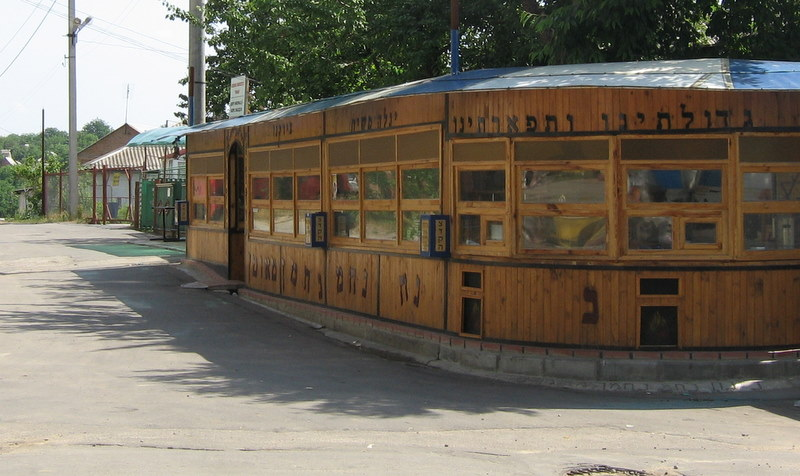
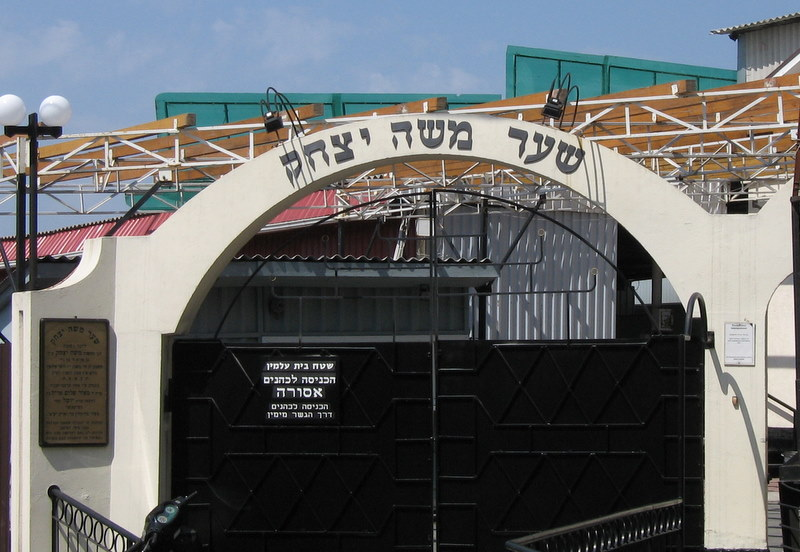
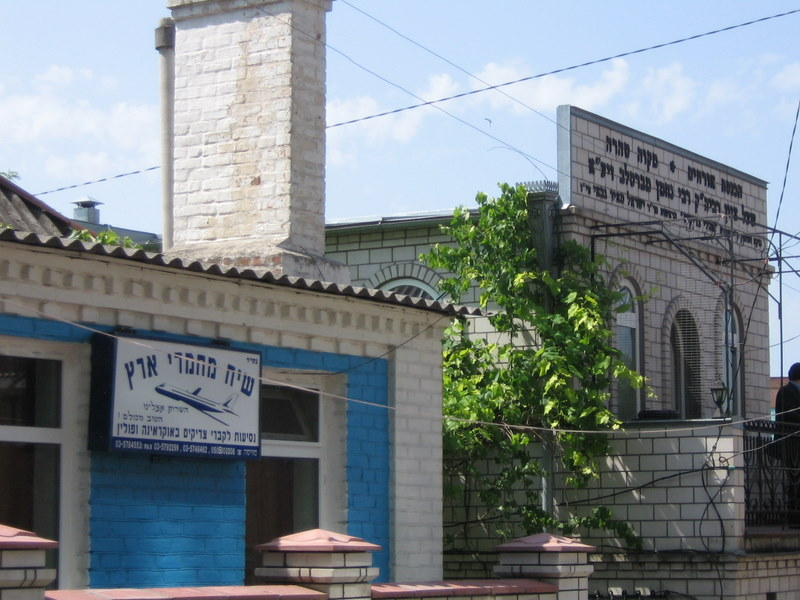
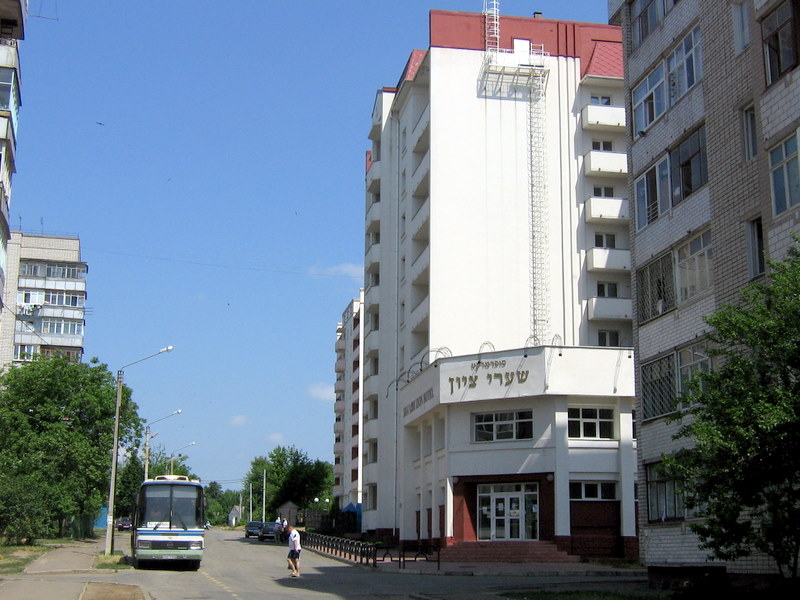
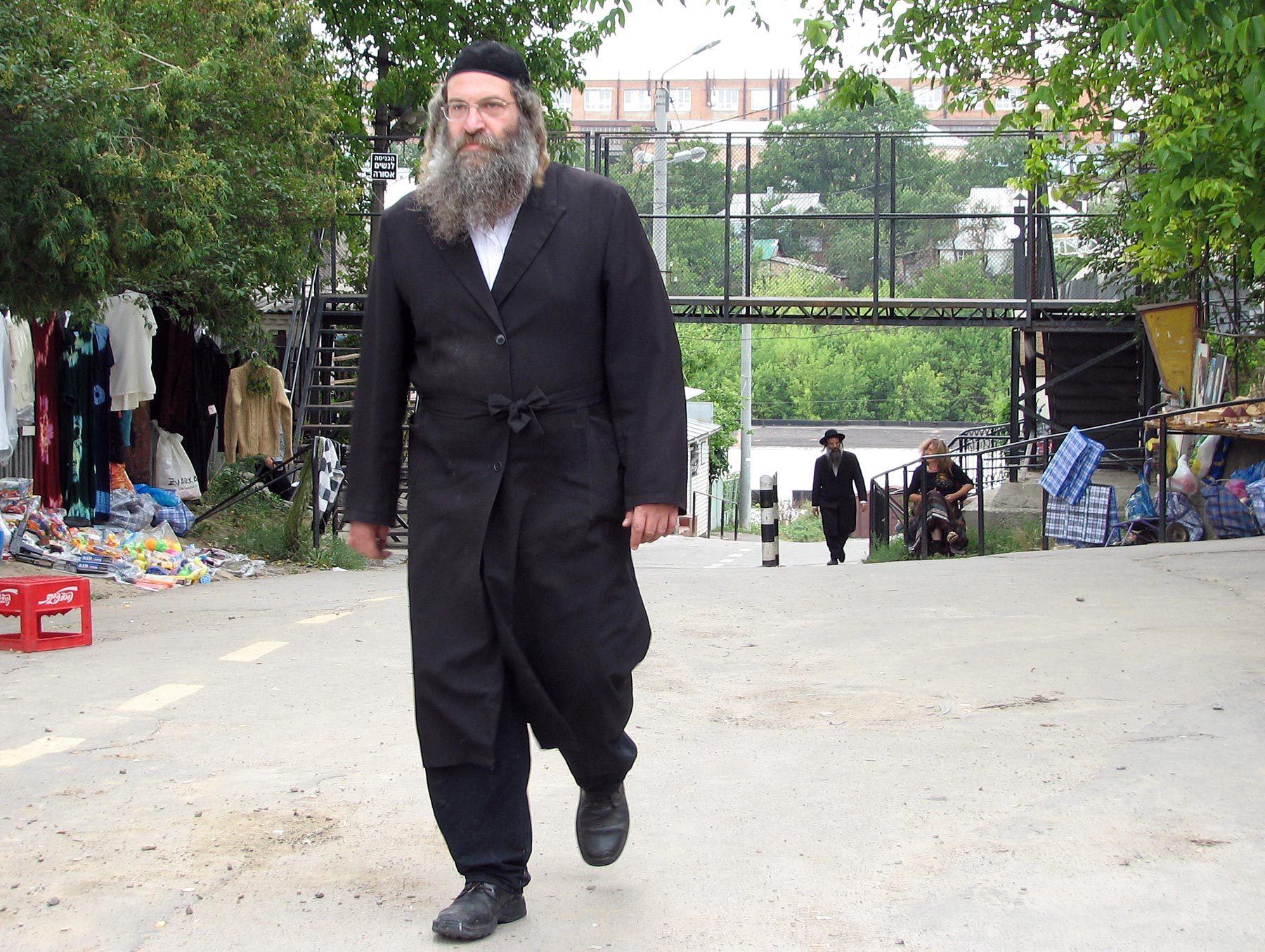

## Спорт

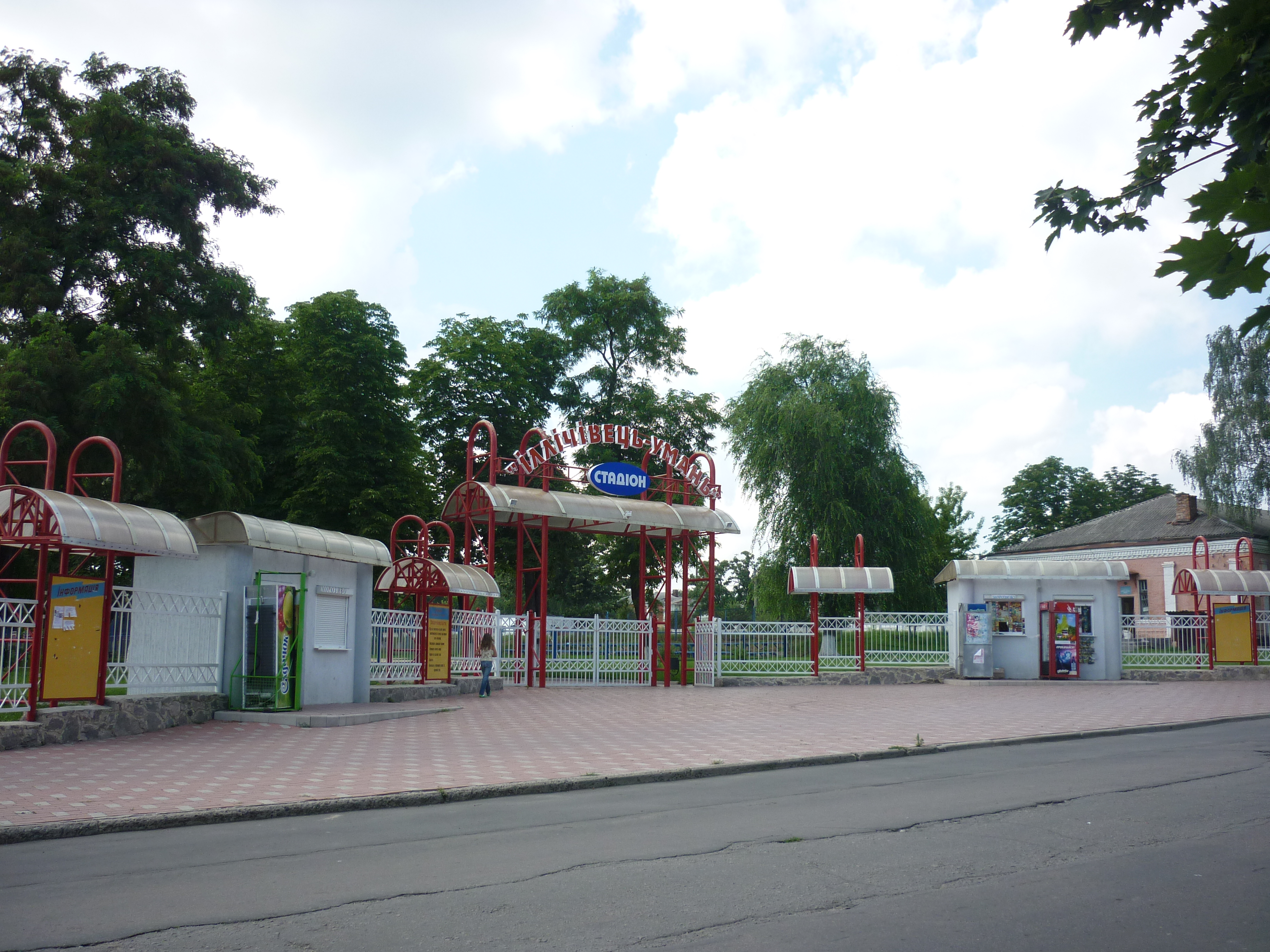
Стадіон «Уманьферммаш»

В місті розташований спортивний комплекс Стадіон «Уманьферммаш» (імені Котовського), що охоплює футбольні поля штучного та трав'яного покриттів, баскетбольний і волейбольний майданчики, тенісний корт та поле для метання молота.
По сусідству з стадіоном розташована Уманська спортивна школа.
ДЮСШ № 1 та № 2, «Спартак» та ряд інших спортивних товариств — не повний перелік спортивних об'єктів міста.
Відомі спортивні діячі Умані:
- Олександр Крикун — володар бронзової нагороди на Олімпіаді в Атланті з метання молота;
- Золотухіна Наталія — майстер спорту міжнародного класу з легкої атлетики, рекордсменка України, переможець та призер чемпіонатів та кубків України, учасниця чемпіонату світу, бронзовий призер молодіжного чемпіонату Європи;
- Мартинюк Андрій — кандидат у майстри спорту України з легкої атлетики, метання молота, переможець чемпіонатів та кубків України, переможець чемпіонату світу серед юніорів;
- Жук Людмила — майстер спорту України з веслування на байдарках і каное, переможець та призер чемпіонатів та кубків України, учасниця чемпіонату світу та Європи;
- Жмуденко Ярослав — майстер спорту України з настільного тенісу, переможець міжнародних турнірів, чемпіонатів та кубків України, учасник міжнародних змагань.
- Хомяк Євгеній — майстер спорту України з спортивної акробатики, переможець міжнародних чемпіонатів, турнирів та кубків України, бронзовий та срібний призер чемпіонату Європи.
- Лучко Аліна — Кандидат у майстри спорту України з спортивної акробатики. Срібний призер України, та багато разовий чемпіон областей

## Відомі люди

Гетьман Ханенко

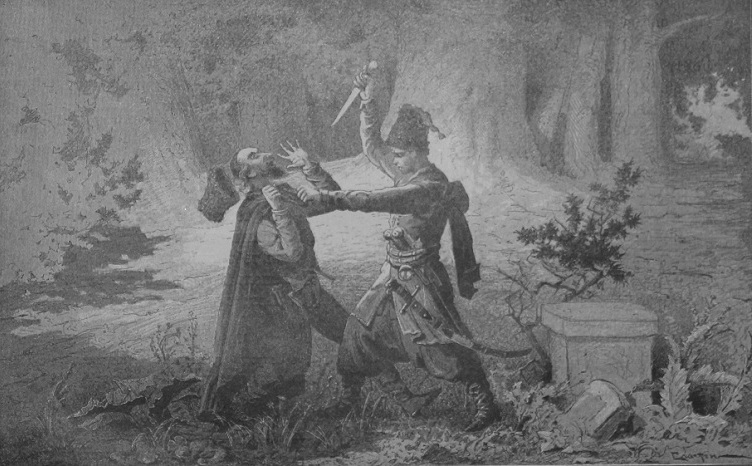
Епізод «Коліївщини» з поеми «Гайдамаки»

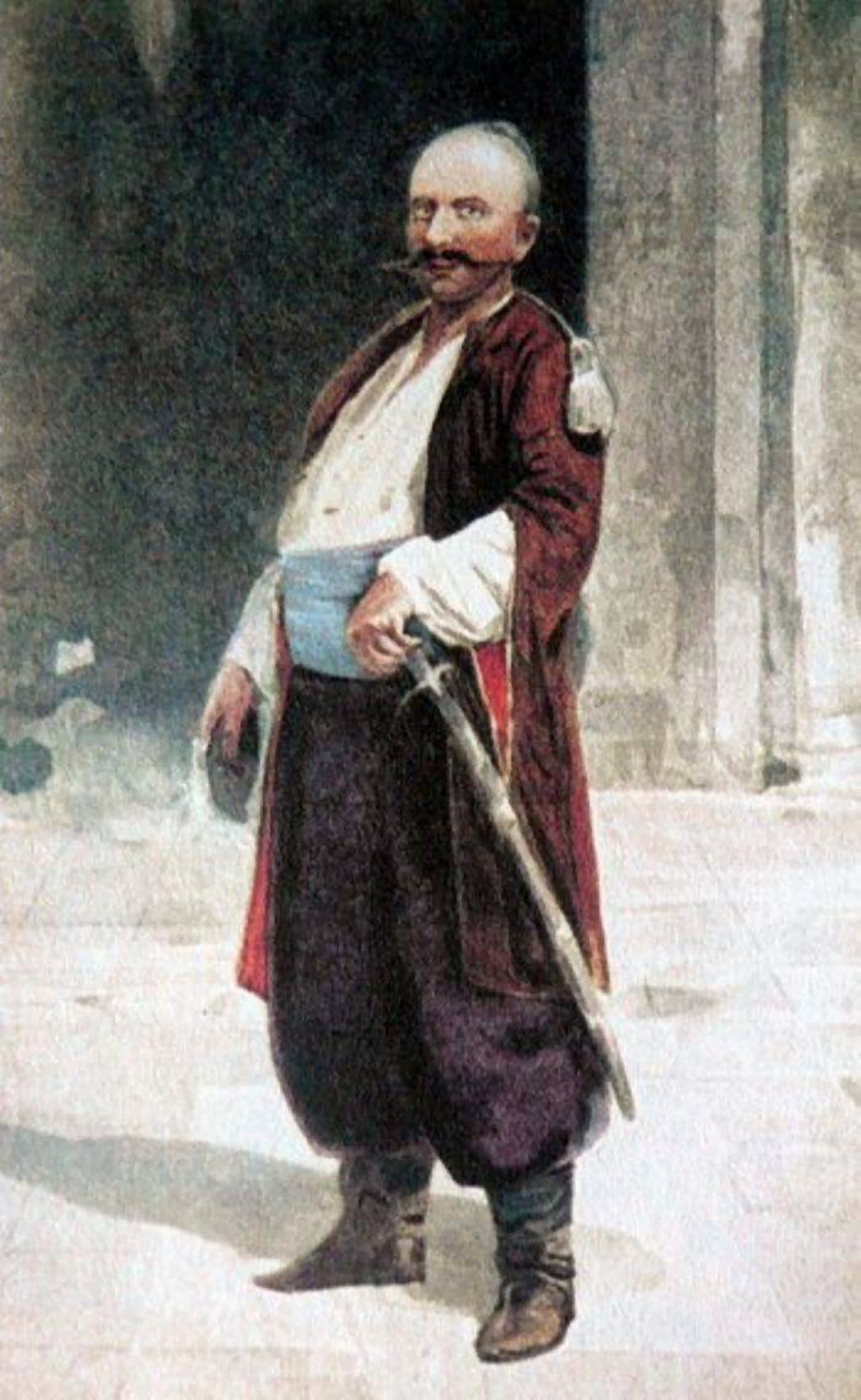
Уманський сотник Ґонта

В Умані народилися українські вчені М. Ф. Біляшівський, Й. І. Гіхман, Є. П. Дибан, Б. Г. Левитський, С. В. Лукомський, Л. М. Ягупольський; художник Олекса Булавицький, поетеса та журналістка Раїса Троянкер.
У 1805 в Умані був на військовій службі І. П. Котляревський. У 1819–1825 в місті жив декабрист С. Г. Волконський, на нарадах у нього були П. І. Пестель, В. Л. Давидов.
Умань відвідали О. С. Пушкін (20-ті роки 19 ст.), О. М. Горький (1891), Леся Українка (1898). Тут пройшли дитячі та юнацькі роки українського поета М. П. Бажана.
В Умані помер та похований Раббі Нахман із Брацлава, засновник брацлавського (бресловського) хасидизму.

### Уродженці
- Бажанов Марко Ігорович — український вчений-правознавець, дійсний член (академік) Академії правових наук України
- Балакін Олександр Петрович — художник, живописець, графік. Член Національної спілки художників України (1993).
- Барановський В'ячеслав Миколайович (1976—2015) — капітан Збройних сил України, учасник російсько-української війни.
- Биченюк Галина Йосипівна (1927) — радянська і українська поетеса;
- Біляшівський Микола Федотович — член Української Центральної Ради.
- Мирослав Віталі (1914—1992) — англійський лікар польського походження.
- Власюк Олександр Іванович, відоміший під ім'ям Сашко Лірник — казкар-лірник, інженер та учасник київського гурту «Вій», сценарист, актор, телеведучий, автор телепрограм.
- Гайдук Іван Михайлович — український живописець.
- Гермаш Людмила Павлівна — український фізик, професор.
- Гордєєв Петро Андрійович (1849—1914) — заслужений професор Харківського ветеринарного інституту, дійсний статський радник.
- Гурин Олександр Семенович — (1931) — Лауреат Державної премії СРСР, Головний конструктор авіаційних радіогідроакустичних систем і гідроакустичних станцій. Як Головний конструктор у свої 85 років активно розробляє сучасні системи для потреб Збройних Сил України.
- Гуменюк-Мороз Ірина Андріївна - український громадський і культурний діяч.
- Демидов Кузьма Прохорович — український актор, співак і хоровий диригент.
- Драннік Георгій Миколайович (* 1941) — лікар-імунолог та алерголог, доктор медичних наук, професор, лауреат Державної премії України в галузі науки і техніки.
- Жук Олександр Борисович (13 жовтня 1922—2002) — радянський і російський зброєзнавець, художник — медальєр
- Повний кавалер ордена Слави Карандевич Василь Пилипович (3 лютого 1915 — 12 лютого 1995)[29].
- Качур Іван Іванович — старший сержант Збройних сил України, учасник російсько-української війни.
- Кизило Андрій Олександрович — Герой України, офіцер Збройних Сил України, учасник російсько-української війни, загинув у боях за Авдіївку. На честь Андрія перейменовано вулицю Коломенська.
- Клапоух Юрій Олексійович — український сучасний художник.
- Коломієць Віра Титівна — український мовознавець.
- Корецький Леонід Мусійович — український економіко-географ.
- Кохно-Кутів Микола Євгенович — підполковник Армії УНР.[30]
- Крамаренко Євген Юрійович — хірург;
- Леванда Дмитро Дмитрович — капітан 2-го рангу Військово-морського флоту УНР.[31]
- Левитський Борис Григорович — заслужений діяч науки УРСР.
- Миколайчук Андрій — український співак, поет, композитор, аранжувальник. Лауреат другої премії і призу глядацьких симпатій на фестивалі «Червона рута». Автор і виконавець таких популярних пісень, як «Піду втоплюся» («…Піду втоплюся у річці глибокій…»), «Підпільник Кіндрат», «Маріє».
- Моспан Антон Юрійович (1991—2018) — старший солдат Збройних сил України, учасник російсько-української війни.
- Неллінгер Тетяна Миколаївна — український художник.
- Нечаївська Віра Йосипівна — член Української Центральної Ради.
- Носаченко Андрій Васильович — підполковник Армії УНР.[32]
- Ольшевський Володимир Антонович — генерал-хорунжий Армії УНР.[33]
- Павленко Олексій Михайлович — український політик, підприємець. Міністр аграрної політики та продовольства у другому уряді Арсенія Яценюка (2 грудня 2014 — 14 квітня 2016)
- Пожарський Дмитро Павлович — старший солдат Збройних сил України, учасник російсько-української війни.
- Петре́нко Іван Миколайович (5 серпня 1972, Умань, УРСР — 16 жовтня 2018, Уланів, Україна) — український військовий, учасник російсько-української війни, полковник Військово-Повітряних Сил ЗС України, заступник глави Повітряного командування «Схід», льотчик 1-го класу. Загинув у авіакатастрофі під час навчань.
- Редько Федір Андрійович (1905—1981) — міністр освіти УРСР в 1939-40 роках.
- Руслан Сирота (нар. 1980) — ізраїльський та американський музикант і композитор, володар «Греммі» 2011 року.
- Смолич Юрій Корнійович — український письменник, журналіст, театральний критик.
- Іван Скоропадський — український військовий, політичний і державний діяч.
- Солончук Людмила Леонідівна — українська поетеса. Член Національної спілки письменників України (2005). Лауреатка Всеукраїнської літературної премії імені О.Олеся.
- Федорова Тетяна Семенівна (1944) — українська майстриня-лялькар.
- Михайло Ханенко (1620—1680) — гетьман України
- Хмельницький Володимир Ілліч — український режисер.
- Цві Єгуда (1887—1965) — ізраїльський політик, депутат Кнесету, активіст сіоністського спрямування.
- Андрій Чужий — український поет-модерніст, представник Розстріляного Відродження;
- Шлямар Ігор Олександрович (1969—2015) — український військовик, учасник російсько-української війни, загинув у боях за Україну.

- Герої Радянського Союзу:
  - Бердичевський Леонід Афанасійович (24 березня 1908 — 31 липня 1944)[34].
  - Кудерський Панас Йович (2 травня 1904 — 23 травня 1966)[35].
  - Радзієвський Олексій Іванович (13 серпня 1911 — 30 серпня 1979)[36].

- 1959 р — народився видатний діяч АсМАП України Лановенко Олександр Петрович

- Колесніченко Вадим Васильович(Калєснічєнка) — українофоб, російський шовініст, політик;співавтор проекту закону Колесніченка-Ківалова та скандальних законів Олійника-Колесніченка.

### Видатні діячі
- Бодров Юрій Іванович — міський голова Умані (1992—2014), член правління Української асоціації місцевих та регіональних влад.
- Мартинюк Михайло Тадейович — доктор педагогічних наук, професор, член-кореспондент НАПН України, Заслужений працівник освіти України, ректор Уманського державного педагогічного університету імені Павла Тичини (2005—2010 рр.).
- Побірченко Наталія Семенівна — ректор Уманського державного педагогічного університету імені Павла Тичини (2010—2014), завідувач кафедри соціальної педагогіки та історії педагогіки, доктор педагогічних наук, професор, член-кореспондент Національної академії педагогічних наук України.
- Кузь Володимир Григорович — доктор педагогічних наук, професор, член АПНУ.
- Косенко Іван Семенович — директор Національного дендрологічного парку «Софіївка» НАН України, член-кореспондент Національної академії наук України, доктор біологічних наук, заслужений працівник культури України, професор Уманського державного педагогічного університету ім. Павла Тичини.
- Кримовська Софія Володимирівна — українська поетеса, журналіст, майстриня «гендмейку» (ручних виробів), дипломант літературного конкурсу «Гранослов» 1999 року, лауреат ІІІ Всеукраїнського Поетичного вернісажу «Троянди й виноград», авторка книги поезій «свіТ…ЛО… тінь (ТЛО І РИМА)».
- Юрійчук Юлія (* 1998) — українська каноїстка; майстер спорту України.

## Міжнародна співпраця

Стела з гербами міст-побратимів Умані біля центрального скверу

### Міста-побратими
- Ашкелон (Ізраїль)
- Батумі (Грузія)
- Ботошани (Румунія)
- Гнєзно (Польща)
- Девіс (США)
- Каушани (Молдова)
- Кобленц (Німеччина)[37]
- Крістіанстад (Швеція)[38]
- Курник (Польща)
- Ланьцут (Польща)
- Мілфорд-Гейвен (Велика Британія)
- Ноф-га-Галіль (Ізраїль)
- Радвилішкіс (Литва)
- Ромії-сюр-Сен (Франція)
- Хаапсалу (Естонія)
- Цфат (Ізраїль)
- Ченстохова (Польща)
- Шпротава (Польща)